# 로마-중국 관계
로마 제국과 한나라 간, 그리고 이후 동로마 제국과 역대 중국 왕조 간에는 주로 간접적인 접촉과 무역 상품, 정보, 그리고 가끔씩 여행객의 교류가 있었다. 이들 제국은 로마의 고대 서아시아 확장과 동시에 한나라의 중앙아시아 군사적 침공 과정에서 점진적으로 서로에게 더 가까워졌다. 상호 인식은 낮았고, 서로에 대한 확실한 지식은 제한적이었다. 현존하는 기록에는 몇 번의 직접적인 접촉 시도만이 문서화되어 있다. 파르티아인과 쿠샨인과 같은 중간 제국들은 수익성 좋은 비단길에 대한 통제권을 유지하려 했으며, 이 두 고대 유라시아 강대국 간의 직접적인 접촉을 방해했다. 97년에 후한의 장군 반초는 사신 감영을 로마에 보내려 했으나, 파르티아인들이 감영이 페르시아만 너머로 가는 것을 만류했다. 고대 중국 역사가들은 로마 사절들이 중국에 도착했다는 여러 주장을 기록했다. 기록에 따르면 첫 번째는 안토니누스 피우스 로마 황제 또는 그의 양자 마르쿠스 아우렐리우스로부터 온 것으로 추정되며, 166년에 도착했다. 다른 사절들은 226년과 284년에 도착한 것으로 기록되어 있으며, 이후 오랜 공백기를 거쳐 643년에 첫 번째 동로마 사절단이 기록되었다.
비단길을 통한 육로와 해상 경로를 통한 간접적인 상품 교환에는 (예를 들어) 중국의 견섬유, 로마 유리제품과 고품질 직물이 포함되었다. 1세기부터 주조된 로마 동전은 중국에서 발견되었고, 막시미아누스 황제 (286년 ~ 305년 재위)의 동전과 메달은 교지군 (현재의 베트남)에서 발견되었는데, 이 지역은 중국 사료에서 로마인들이 처음 상륙했다고 주장하는 곳과 동일하다. 안토니누스 피우스 (r. 138–161 AD)와 마르쿠스 아우렐리우스 (r. 161–180 AD) 재위 기간의 메달리온 또한 발견되었다. 로마 유리제품과 은제품은 한대 (기원전 202년 ~ 서기 220년)로 거슬러 올라가는 중국 고고학 유적지에서 발견되었다. 로마 동전과 유리 구슬은 일본 열도에서도 발견되었다.
고전 문헌에서 고대 중국에 대한 언급을 식별하는 문제는 라틴어 용어 Seres의 해석으로 인해 더욱 심화되는데, 그 의미는 변동적이며 인도에서 중앙아시아를 거쳐 중국에 이르는 넓은 지역의 여러 아시아 민족을 지칭할 수 있었다. 한나라 시대부터 중국 기록에서 로마 제국은 대진 또는 대진으로 알려지게 되었다. 이후의 용어 불름(拂菻)은 프리드리히 히르트 등이 동로마 제국으로 식별했다. 중국 사료는 당나라 (618년 ~ 907년) 동안 불름(동로마 제국)의 여러 사절단이 중국에 도착했다고 기록하고 있으며, 무아위야 1세의 군대가 674년 ~ 678년에 콘스탄티노폴리스를 공성한 사건도 언급한다.
2세기 프톨레마이오스와 같은 로마 제국의 지리학자들은 인도양 동부, 말레이반도 및 그 너머의 타이만과 남중국해를 대략적으로 스케치했다. 프톨레마이오스의 "카티가라"는 아마도 베트남의 옥에오였을 것으로, 그곳에서 안토니누스 시대의 로마 유물이 발견되었다. 고대 중국 지리학자들은 서아시아와 로마의 동부 속주에 대한 일반적인 지식을 가지고 있었다. 7세기 비잔티움 역사가 테오필락트 시모카타는 당대 수나라 (581년 ~ 618년) 아래 중국의 재통일에 대해 저술하며, 북부와 남부 지역이 최근 전쟁을 벌였던 별개의 국가였다고 언급했다. 이는 수 문제 (r. 581–604 AD)에 의한 진나라 정복과 이후 몽골 제국이 이끄는 원나라 (1271년 ~ 1368년)와 한족이 이끄는 남송 (1127년 ~ 1279년) 시대에 중세 유럽인들이 중국에서 사용한 캐세이와 만지라는 이름 모두를 반영한다.

## 지리적 설명과 지도 제작

### 로마 지리

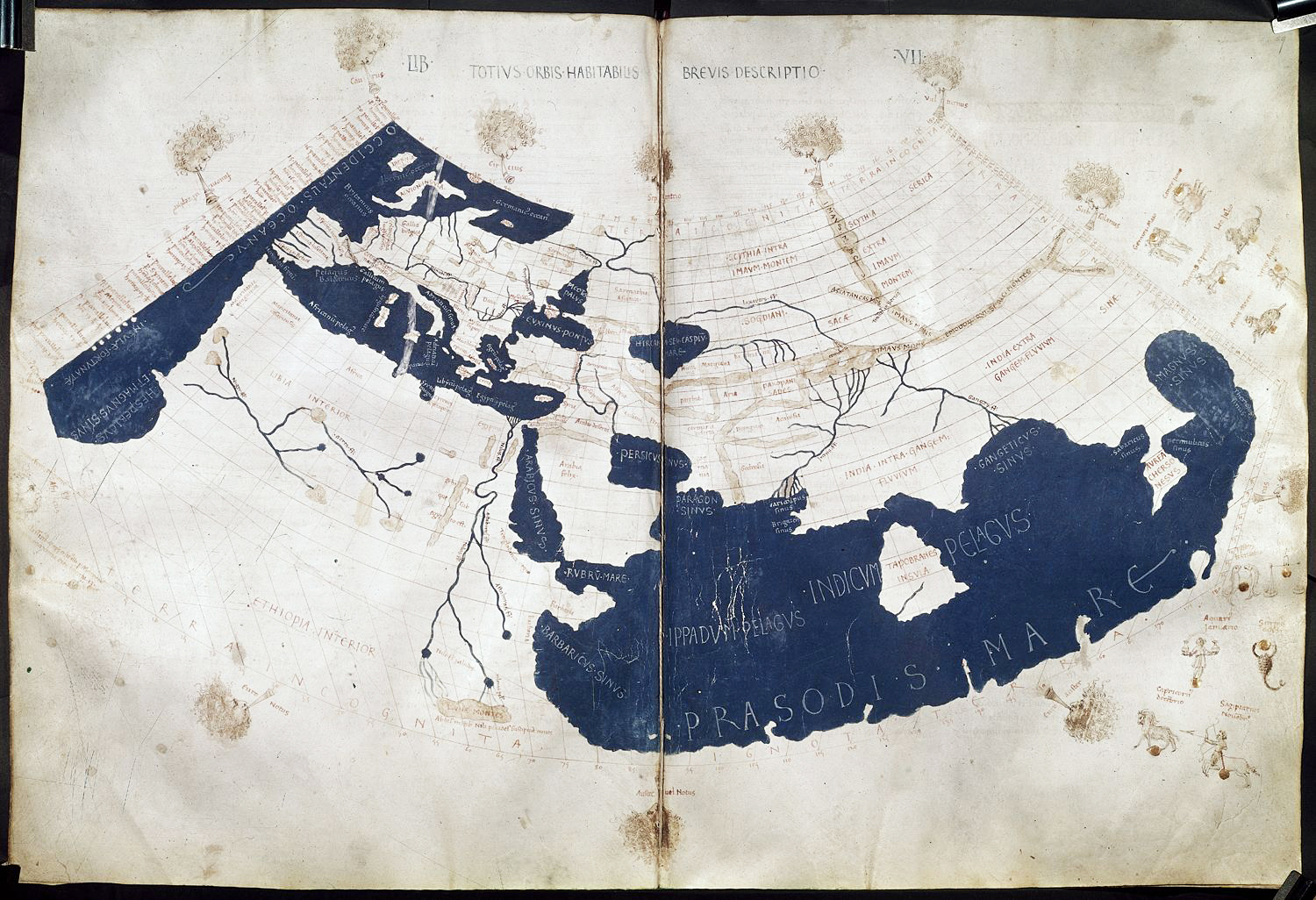
르네상스 시대에 재건된 프톨레마이오스의 1차 투영도. 육상 비단길 끝의 비단의 땅 (세리카)과 해상 경로 끝의 진 (시나이)의 땅을 동아시아에 표시함. 1450년 ~ 1475년, 프란체스코 디 안토니오 델 키에리코의 작품으로 추정되며, 에마뉘엘 크리소스콜라스와 야코부스 안겔루스가 그리스어에서 라틴어로 번역함.

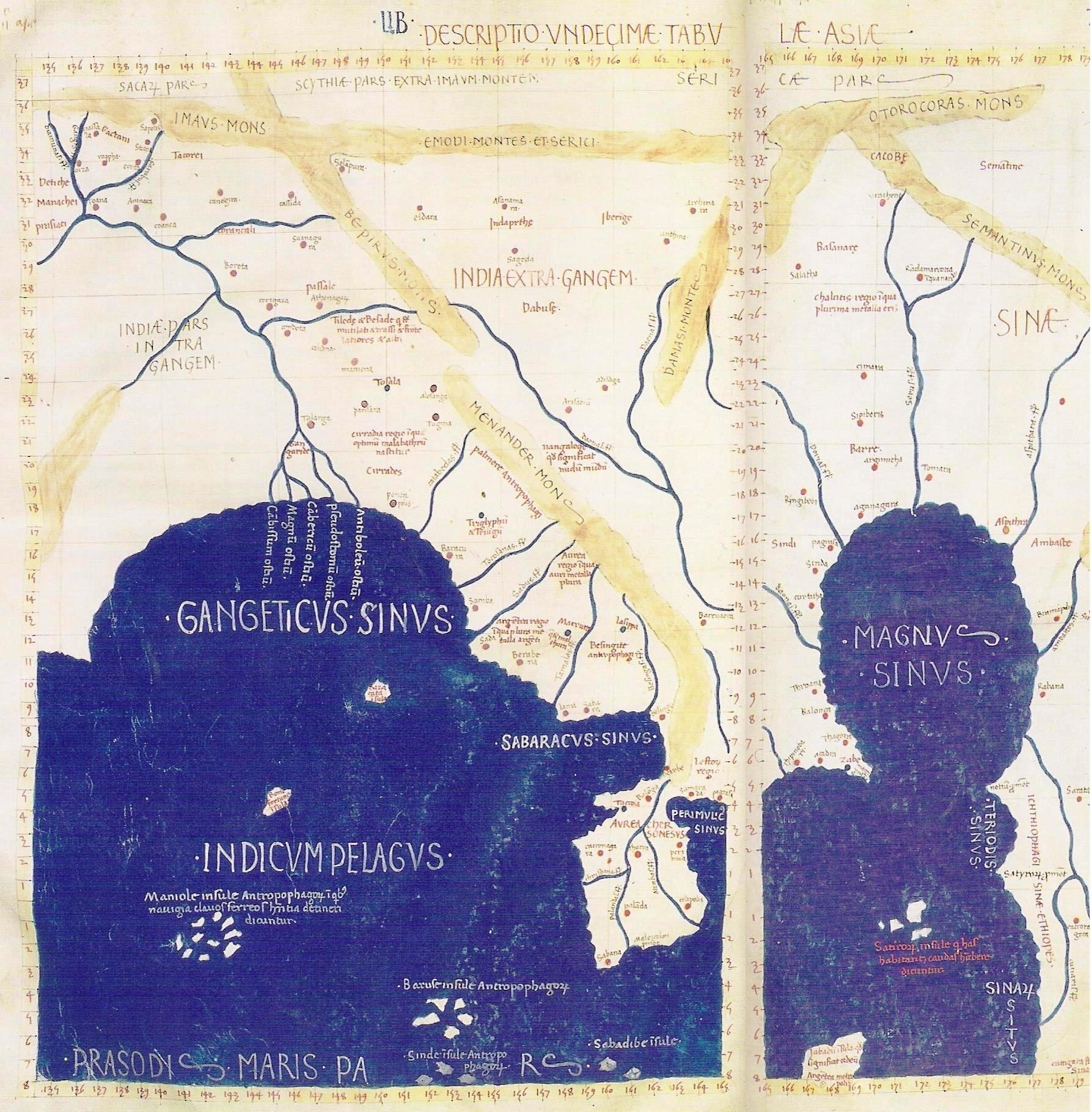
르네상스 시대에 재건된 프톨레마이오스의 11번째 아시아 지역 지도. 왼쪽에 갠지스강의 만, 중앙에 황금반도 (말레이시아), 오른쪽에 대만 (타이만)이 있으며, 시나이의 땅은 그 북쪽과 동쪽 해안에 위치함.

기원전 1세기 베르길리우스, 호라티우스, 스트라본부터 시작하여 로마 역사가들은 극동의 중국과 비단 생산자 세레스인(Seres), 즉 고대 중국인으로 추정되는 이들에 대해 모호한 기록만을 남겼다. 1세기 지리학자 폼포니우스 멜라는 세레스의 땅이 동쪽 대양 해안의 중심을 이루며, 남쪽으로는 인도, 북쪽으로는 유라시아 스텝의 스키타이인에 의해 둘러싸여 있다고 주장했다. 2세기 로마 역사가 플로루스는 세레스인과 인도인들을 혼동했거나, 적어도 그들의 피부색이 로마인과는 "다른 하늘 아래" 살았음을 증명한다고 언급한 것으로 보인다. 로마 작가들은 일반적으로 세레스인들이 중앙아시아에 위치하는지 아니면 동아시아에 위치하는지에 대해 혼란스러워했던 것으로 보인다. 역사가 암미아누스 마르켈리누스 (서기 330년경 ~ 400년경)는 세레스의 땅이 바우티스라는 강 주변의 "높은 벽"으로 둘러싸여 있다고 썼는데, 이는 황하에 대한 묘사일 수 있다.
중국의 존재는 로마 지도 제작자들에게 알려져 있었지만, 이에 대한 그들의 이해는 덜 확실했다. 프톨레마이오스의 2세기 지리학은 육상 비단길의 끝에 있는 비단의 땅(세리카)을 해로를 통해 도달하는 진의 땅(시나이)과 구분한다. 시나이는 황금반도 (아우레아 체르소네수스) 동쪽의 거대한 만 (마그누스 시누스) 북쪽 해안에 위치한다. 그들의 주요 항구인 카티가라는 하부 메콩강 삼각주에 있었던 것으로 보인다. 티로스의 마리노스와 프톨레마이오스가 인도양을 내해로 믿었기 때문에 캄보디아 해안을 적도 너머 남쪽으로 구부렸다가 서쪽으로 꺾어 남부 리비아 (아프리카)와 연결시켰으므로, 대만은 통킹만과 남중국해를 합친 역할을 했다. 이 중 대부분은 미지의 땅으로 표시되어 있지만, 북동부 지역은 시나이 아래에 위치한다.
스트라본과 플리니우스 플라비우스와 같은 고전 지리학자들은 새로운 정보를 그들의 저작에 통합하는 데 느렸으며, 존경받는 학자로서 비천한 상인들과 그들의 지형적 설명에 대해 편견을 가지고 있었던 것으로 보인다. 프톨레마이오스의 작업은 이와 다르다. 그는 상인들의 정보를 받아들이는 데 개방적이었으며, 그들의 도움 없이는 벵골만을 그렇게 정확하게 지도화할 수 없었을 것이다. 1세기 에리트라해 페리플루스에서 익명의 그리스어 사용 저자이자 로마 이집트의 상인은 동방 무역 도시에 대한 생생한 기록을 제공하여 그가 많은 도시를 방문했음이 분명하다. 여기에는 아라비아, 파키스탄, 인도의 유적지들이 포함되며, 강과 마을에서의 여행 시간, 정박할 장소, 왕실 법원의 위치, 현지인의 생활 방식, 시장에서 발견되는 상품, 그리고 계절풍을 이용해 이집트에서 이들 지역으로 항해하기에 유리한 시기 등이 언급되어 있다. 페리플루스에는 카스피해까지 뻗어 있었을지 모르는 That라는 나라의 내륙 대도시인 티나에 (또는 시나이)도 언급되어 있다. 이 문헌은 그곳에서 생산된 비단이 갠지스강을 통해 이웃 인도에, 육로를 통해 박트리아로 운송되었다고 기록한다. 마리노스와 프톨레마이오스는 카티가라(아마도 베트남의 옥에오)에 도달하는 방법에 대해 알렉산드로스라는 그리스 선원(아마도 상인)의 증언에 의존했다. 알렉산더(그리스어: Alexandros)는 로마 상인들의 주요 종착지는 말레이반도 북서부의 타말라(Tamala)라는 버마 도시였는데, 인도 상인들은 그곳에서 끄라 지협을 육로로 건너 페리물릭만(Perimulic Gulf, 타이만)에 도착했다고 언급한다. 알렉산드로스는 태국에서 베트남 남부의 "자비아"(Zabia, 또는 자바 Zaba)라는 항구까지 항해하는 데 20일이 걸렸다고 주장했다. 그에 따르면, 자비아에서 (베트남 남부) 해안을 따라 계속 가면 불특정 일수(마리노스는 "여러"라고 해석) 후에 무역항 카티가라에 도달할 수 있었다고 한다. 더 일반적으로, 현대 역사학자들은 로마 제국 동부의 상인들이 중국, 스리랑카, 인도, 그리고 쿠샨 제국의 사람들과 접촉했음을 주장한다.
6세기 동로마 그리스 승려이자 전직 인도양 무역 경험이 있는 알렉산드리아 출신 코스마스 인디코플레스테스는 그의 기독교 지지론 (550년경)에서 중국에 대해 명확하게 쓴 최초의 로마인이었다. 그는 중국을 아시아 최동단에 위치한 치니스탄 (산스크리트어 차이나스타나와 781년 중국 시안시의 경교비에 나오는 시리아어 시니스탄과 유사함)의 나라라고 불렀다. 그는 그곳으로 가는 해상 경로 (먼저 동쪽으로 항해한 다음 아시아 대륙 남쪽 해안을 따라 북쪽으로 올라가는 길)와 정향나무가 스리랑카로 판매를 위해 그 길로 왔다는 사실을 설명했다. 동로마 황제 유스티니아누스 1세 (527년 ~ 565년 재위) 시대에 동로마인들은 소그디아 상인을 통해 중국 비단을 구입했다. 그들은 또한 네스토리우스교 수도사들의 도움을 받아 중국에서 누에를 밀수했는데, 이 수도사들은 세르인디아의 땅이 인도 북쪽에 위치하며 최고의 비단을 생산한다고 주장했다. 누에를 밀수하고 자체적으로 비단을 생산함으로써, 동로마인들은 주요 경쟁국인 사산 제국이 지배하던 중국 비단 무역을 우회할 수 있었다.
북위 (386년 ~ 535년) 시대 중앙아시아의 튀르크족으로부터 동로마인들은 또 다른 중국 이름인 타우가스트 (고튀르크어: 타브가치)를 얻었다. 이라클리오스 (610년 ~ 641년 재위) 시대의 역사가 테오필락트 시모카타는 타우가스트 (또는 타우가스)가 튀르크족이 식민화한 위대한 동방 제국이며, 인도 북동쪽으로 2,400 킬로미터 (1,500 mi) 떨어진 곳에 쿠브단이라는 수도가 있었다고 기록했는데 (수나라와 당나라의 수도 장안에 사용된 튀르크어 쿠둠단에서 유래), 이곳에서는 우상 숭배가 행해졌지만 사람들은 현명하고 정의로운 법에 따라 살았다. 그는 중국 제국이 거대한 강 (양쯔강)에 의해 분할되어 두 경쟁 국가의 경계를 이루고 있었다고 묘사했다. 동로마 황제 마우리키우스 (582년 ~ 602년 재위) 통치 기간 동안 "검은 코트"를 입은 북부인들이 남부의 "붉은 코트"를 정복했는데 (16세기 페르시아 여행자 하지 마호메드 또는 차기 메멧에 따르면, 검은색은 수나라 수도인 수나라 장안이 위치한 산시 사람들이 입던 독특한 색이었다). 이 기록은 수 문제 (581년 ~ 604년 재위)에 의한 진나라 정복과 중국 재통일에 해당될 수 있다. 시모카타는 그들의 통치자를 타이손(Taisson)이라고 불렀는데, 이는 신의 아들을 의미하며, 중국의 천자 또는 당시 통치자 당 태종 (626년 ~ 649년 재위)의 이름과 관련이 있을 수 있다고 주장했다. 이후 중세 유럽인들은 중국을 몽골 제국 통치자 쿠빌라이 칸 (1260년 ~ 1294년 재위)이 남송을 정복했던 시기에 북부의 캐세이와 남부의 만지라는 두 개의 별개의 나라로 기록했다.

### 중국 지리

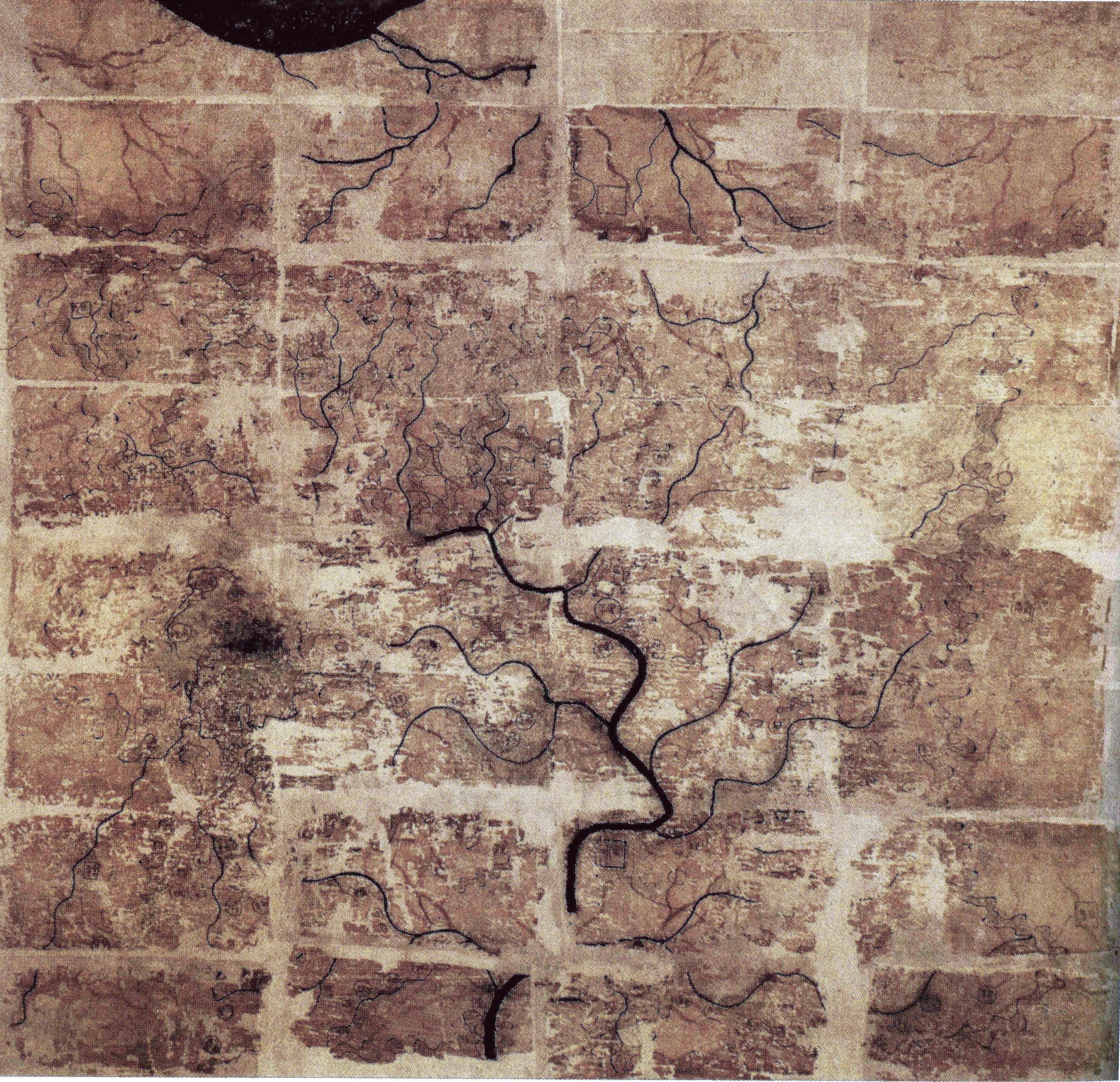
마왕퇴 한묘 유적 3호분에서 발견된 초기 전한 비단 지도. 창사 왕국과 남월 (베트남) 왕국을 중국 남부에 묘사함 (남쪽이 위를 향함), 기원전 2세기

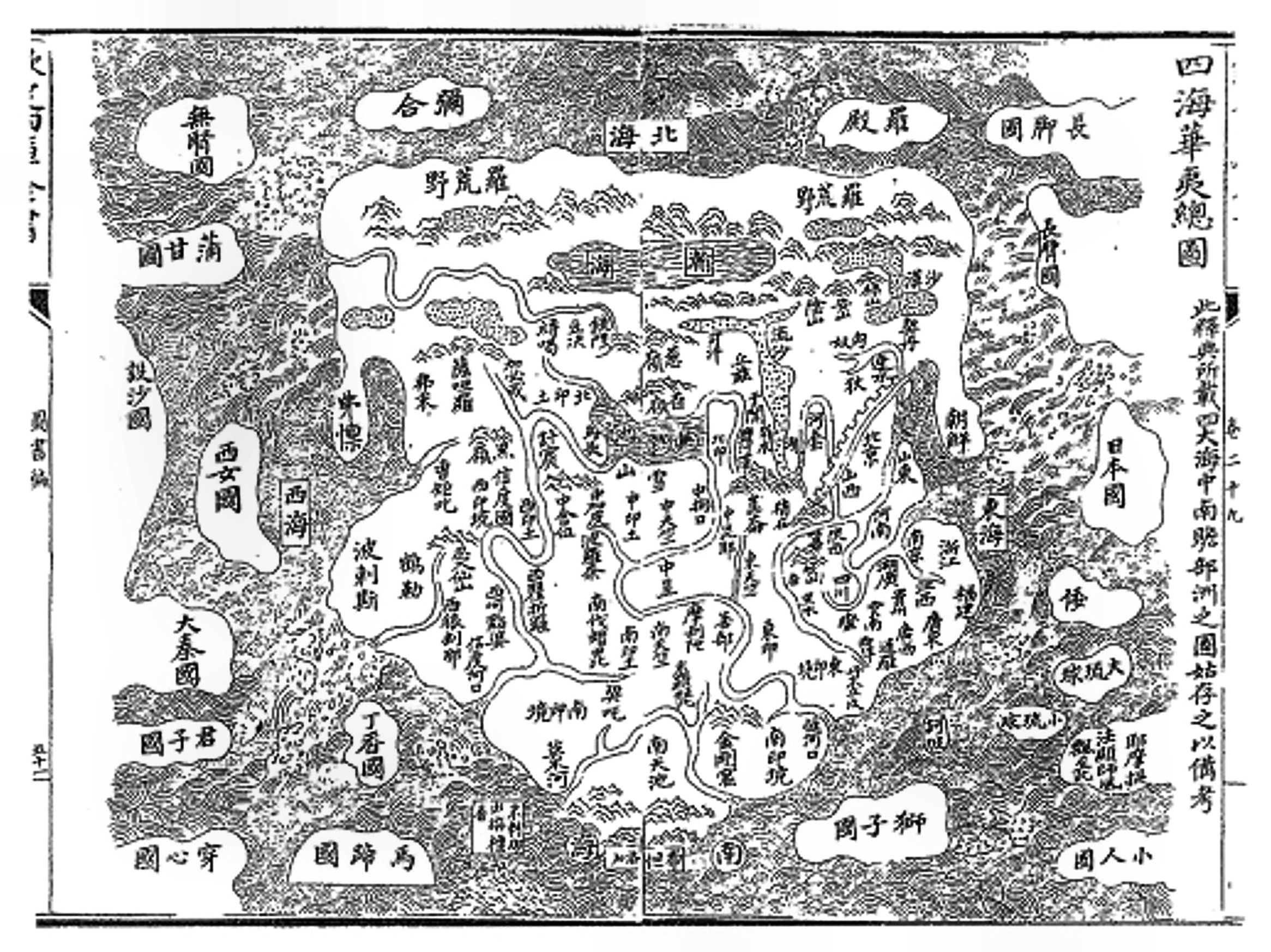
대진국 (大秦國)은 1532년 출판된 명나라 중국 세계 지도, 사해화이총도의 서쪽 가장자리에 나타난다.

전통 중국 역사 기록에는 로마 제국의 가장 동쪽 영토에 대한 지리 정보가 제공되지만, 로마 핵심 영토에 대해서는 거의 알려지지 않았다. 사기는 사마천 (기원전 145년경 ~ 기원전 86년)에 의해 중앙아시아와 서아시아의 국가들에 대한 설명을 제공한다. 이 기록들은 반초 장군의 동생인 반고와 반소가 공동 저술한 한서에서 훨씬 더 미묘한 차이를 보였다. 반초는 102년에 중국으로 돌아오기 전 중앙아시아로 군사 원정을 이끌었다. 범엽 (398년 ~ 445년)이 편찬한 후한서에 묘사된 아시아의 가장 서쪽 영토는 거의 모든 후대 대진 기록의 기초가 되었다. 이 기록들은 레반트, 특히 시리아에 대한 설명으로 제한된 것으로 보인다.
역사 언어학자 에드윈 풀리블랭크는 중국 역사가들이 대진을 그들이 아는 세계의 반대편 끝에 위치한 일종의 "반대 중국"으로 간주했다고 설명한다. 풀리블랭크에 따르면, "대진에 대한 중국의 개념은 처음부터 먼 서쪽에 대한 고대 신화적 관념과 혼동되었다." 크리스티나 홉팔에 따르면, 중국의 관점에서 로마 제국은 "멀리 떨어져 있고 따라서 신비로운 나라"로 여겨졌다. 중국 역사서들은 대진과 리지안(Lijian, 또는 "리칸(Li-kan)", 즉 시리아)을 같은 나라에 속한다고 명시적으로 연결했다. 율, D. D. 레슬리, K. H. G. 가드너에 따르면, 사기에서 리지안에 대한 초기 설명은 그것을 헬레니즘 시대의 셀레우코스 제국으로 구별했다. 풀리블랭크는 그들의 제안에 이의를 제기하는 언어학적 분석을 제공하며, 사기의 조지(條支)는 아마도 셀레우코스 제국이었고, Lijian은 여전히 잘 이해되지 않지만 이란의 히르카니아 또는 심지어 이집트 알렉산드리아와 동일시될 수 있다고 주장한다.
위략은 유환 (서기 239년경 ~ 265년)이 저술했으며, 삼국지의 주해 (429년 배송지가 출판)에 보존되어 있으며, 지중해에 대한 언급을 포함하여 로마 세계의 가장 동쪽 부분에 대한 세부 정보를 제공한다. 로마 이집트에 대해 이 책은 알렉산드리아의 위치, 나일강을 따라 이동하는 거리, 그리고 나일강 삼각주, 헵타노미스, 테바이드의 삼분할을 설명한다. 그의 주번지에서 송나라 시대 취안저우시 세관 검사관 조여괄 (1170년 ~ 1228년)은 고대 알렉산드리아의 등대를 묘사했다. 후한서와 위략 모두 로마 아나톨리아의 유프라테스강에 있는 제우그마의 "날아다니는" 부교(飛橋)를 언급한다. 위략은 또한 로마 제국의 가장 중요한 종속 봉신국들을 나열하고, 그들 사이의 여행 방향과 거리 추정치(중국 리)를 제공했다. 프리드리히 히르트(1885)는 위략에 언급된 로마의 위치와 종속국들을 식별했다. 그의 식별 중 일부는 논란이 있다. 히르트는 사복(Si-fu, 汜復)을 에메사로 식별했다. 존 E. 힐(2004)은 언어적, 상황적 증거를 사용하여 그것이 트라야누스 재위 중인 106년에 로마에 병합된 나바테아 왕국의 페트라였다고 주장한다.
구당서와 신당서는 아랍인 (다시 大食)이 지휘관 모예 摩拽, 한어병음: Móyè, 즉 무아위야 1세, 시리아 총독이자 이후 우마이야 칼리프, 661년 ~ 680년 재위)를 보내 동로마 수도 콘스탄티노폴리스를 포위하고 동로마인들에게 조공을 바치도록 강요했다고 기록한다. 같은 책들은 또한 콘스탄티노폴리스를 견고한 화강암 벽과 금인상이 설치된 물시계가 있는 곳으로 상세히 묘사했다. 헨리 율은 동로마 협상가 "옌요"(귀족 존 피치게이데스)의 이름이 중국 자료에 언급되었다고 지적했는데, 에드워드 기번의 기록에서는 이 사절의 이름이 불명으로 되어 있으며, 이 사절은 다마스쿠스로 보내져 우마이야인들과 협상을 벌였고 몇 년 후 동로마에 대한 조공 요구가 증가했다. 신당서와 문헌통고는 누비아 (쿠시 왕국 또는 악숨 왕국)를 동로마 제국 남서쪽의 사막으로 묘사하며, 말라리아가 만연하고 원주민은 흑인이며 대추야자를 섭취한다고 기록했다. 누비아의 세 가지 주요 종교를 논하면서 문헌통고는 그곳의 대진 종교와 다쉬 (무슬림 아랍인) 신앙을 따르는 사람들에게 이레마다 돌아오는 휴일을 언급한다. 또한 뇌에서 기생충을 제거하기 위한 천두라는 동로마 수술법에 대한 신당서의 주장도 반복한다. 문헌통고의 누비아와 아프리카의 뿔에 대한 묘사는 궁극적으로 두환 (서기 8세기 활동)의 경행기에서 유래했으며, 그의 저작은 두우의 통전에 보존되어 있는데, 이는 에티오피아 제국 (에티오피아)를 묘사한 최초의 중국어 사료이자 에리트레아 (몰린)를 묘사한 사료이기도 하다.

## 사절단과 여행

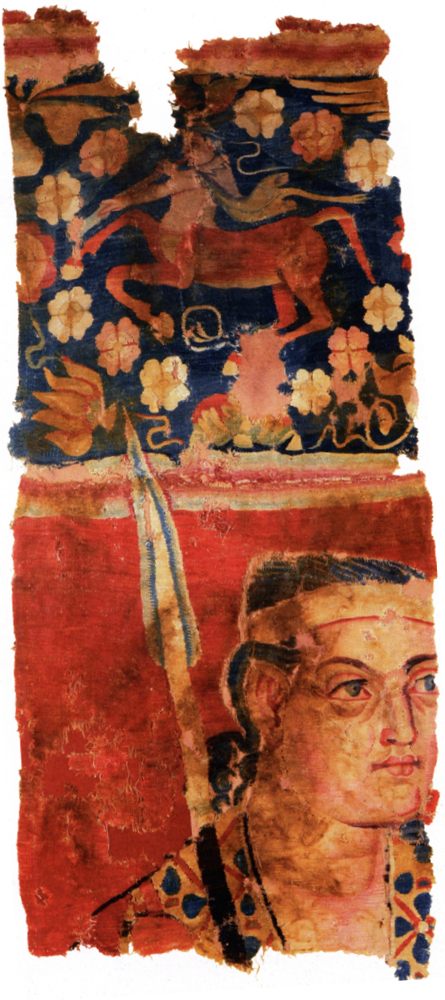
샘풀 태피스트리, 중국 신장 위구르 자치구 호탄 지구 뤄푸현에서 발견된 양모 벽걸이. 그리스-박트리아 왕국 (기원전 250년 ~ 기원전 125년) 출신으로 추정되는 그리스 병사를 보여주며, 푸른 눈, 창을 들고 다이아뎀 머리띠를 착용한 모습. 그의 위에는 그리스 신화의 켄타우로스가 그려져 있는데, 이는 헬레니즘 미술의 흔한 모티브이다. 신장박물관.

### 서곡
기원전 3세기 후반 알렉산드로스 대왕, 마케도니아 왕의 중앙아시아 원정 이후, 그리고 그리스-박트리아 왕국과 같이 중국과 비교적 가까운 헬레니즘 왕국들이 설립된 후, 헬레니즘 그리스인과 진나라 사이에 일부 접촉이 있었을 수 있다. 중국 최초의 황제 진 시황제 (기원전 221년 ~ 기원전 210년 재위)의 무덤 발굴 결과, 그곳에 묻혀 있던 일부 예술품, 특히 유명한 병마용 중 일부에서 그리스 양식 및 기술의 영향을 받은 흔적이 발견되어 고대 그리스인들이 한족 진나라에 선물을 제공했을 가능성을 시사한다. 이러한 초기 시기의 문화 교류는 학계에서 일반적으로 추측으로 간주되지만, 진나라에 속하는 간쑤성의 기원전 4세기 무덤 발굴에서는 유리 구슬과 지중해 기원의 푸른 유약을 칠한 (아마도 파이앙스) 비이커와 같은 서양 유물이 발견되었다. 중국 한 제국과 유목민 대월지의 통치 아래 있던 헬레니즘 그리스 문명의 잔존 세력 간의 무역 및 외교 관계는 한나라 사신 장건 (기원전 113년 사망)의 중앙아시아 여행으로 시작되었다. 그는 무제의 조정에 페르가나 분지의 "대완" (수도: 알렉산드리아 에스카테)과 현재의 아프가니스탄과 타지키스탄에 있는 박트리아의 "대하"에 대한 보고서를 가져왔다. 동부 중앙아시아의 변두리를 방문한 것으로 알려진 유일한 로마 여행자는 트라야누스 시대의 마에스 티티아누스였는데, 그는 1세기 후반 또는 2세기 초반에 "석탑"을 방문했는데, 이 탑은 역사가들에 의해 중국 파미르고원의 타슈쿠르간 또는 신장 위구르 자치구 카슈가르시 서쪽의 알라이 계곡에 있는 유사한 기념물로 식별되었다.

### 아우구스투스에 대한 사절단
역사가 플로루스는 초대 로마 황제 아우구스투스 (기원전 27년 ~ 서기 14년 재위)의 궁정을 방문한 수많은 사절단, 그 중에는 "세레스인" (아마도 중국인)도 포함되어 있었다고 묘사했다.
제국의 지배를 받지 않던 나머지 세계 민족들조차 그 위대함을 느끼고, 민족의 위대한 정복자인 로마인들을 경외의 눈으로 바라보았다. 그리하여 스키타이인과 사르마티아인들조차 로마의 우정을 구하고자 사절을 보냈다. 심지어 세레스인들과 수직 태양 아래 살던 인도인들도 귀한 돌과 진주와 코끼리를 선물로 가져왔지만, 이 모든 것보다 자신들이 착수한 여정의 방대함이 더 중요하다고 생각했으며, 그 여정이 4년이 걸렸다고 말했다. 진실로 그들의 피부색만 보아도 그들이 우리와는 다른 세상의 사람들이었음을 알 수 있었다.

로마 문학과 역사 기록 전체에서 율은 로마인과 세레스인 간의 그러한 직접적인 외교적 만남에 대한 다른 언급을 발견할 수 없었다. 그는 이 사람들이 외교관이라기보다는 개인 상인이었을 가능성이 더 높다고 추측했는데, 중국 기록에는 감영이 97년에 티아오지 (條支) 서쪽까지 도달한 최초의 중국인이라고 주장하기 때문이다. 율은 1세기 에리트라해 페리플루스에서 티나에 (시나이) 사람들이 그 나라에 도달하기 어려운 점 때문에 거의 보이지 않았다고 언급했음을 지적한다. 이 책은 작은곰자리 아래, 카스피해의 가장 먼 미지의 지역에 위치한 그들의 나라가 생사 및 고급 비단 천의 원산지이며, 박트리아에서 바리가자까지 육로로, 또한 갠지스강을 따라 거래되었다고 명시한다.

### 감영 사절

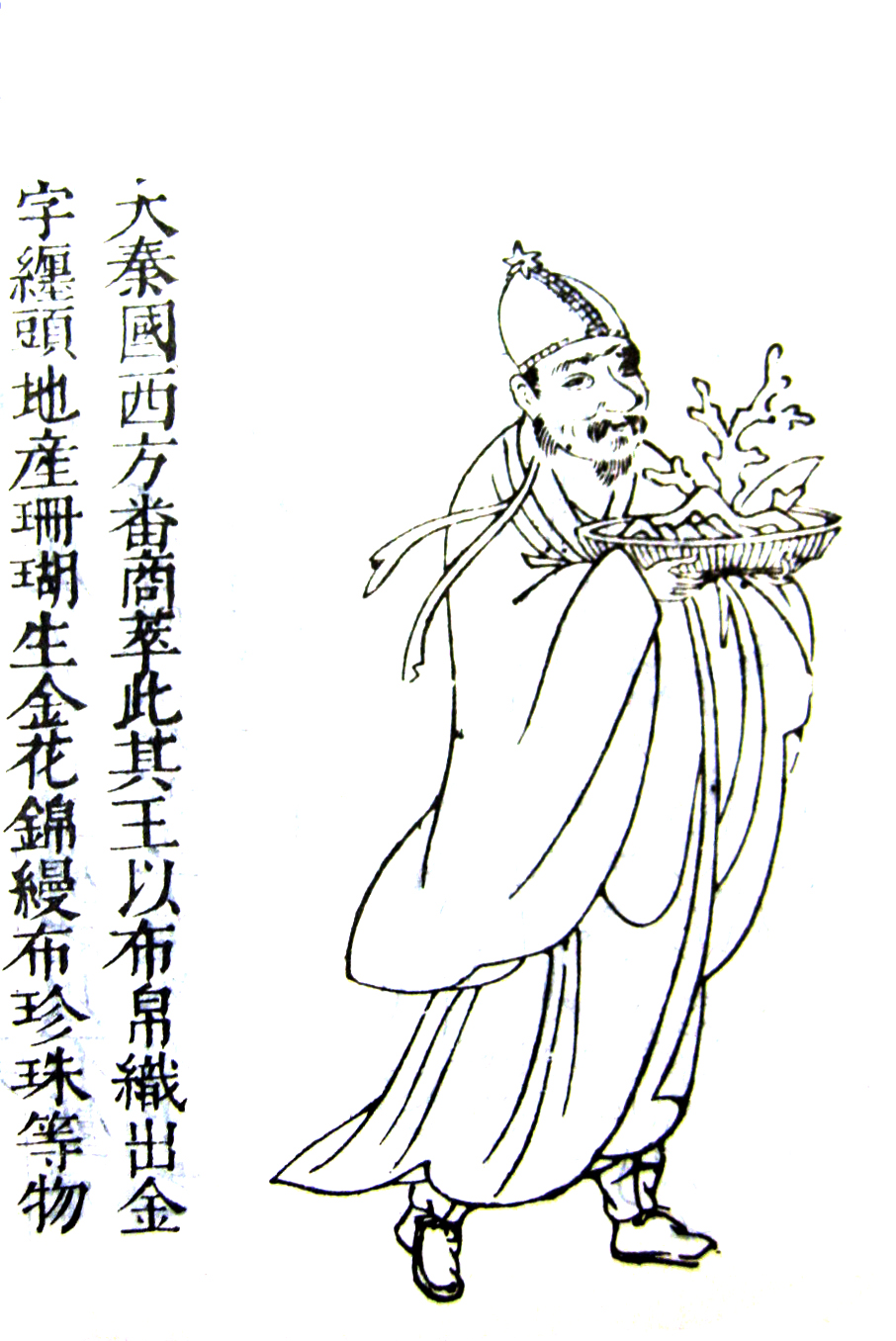
명나라 백과사전 삼재도회, 1609년의 대진국 사람들에 대한 중국인의 인상.

후한의 장군 반초 (32년 ~ 102년)는 서역 (타림 분지의 신장)을 다시 중국의 통제와 종주권 아래로 가져온 일련의 군사적 성공을 통해 90년에 대월지를 격파하고 91년에 북흉노를 격파하여 쿠차와 투르판, 호탄과 카슈가르시 (각각 인도유럽어족 토하라인과 사카족의 정착지) 같은 도시 국가들을 복속시켰고, 마침내 94년에 카라샤르를 복속시켰다. 이전에 파르티아 제국의 사절단이 89년에 한나라 조정에 도착했고, 반초가 호탄에 그의 군대를 주둔시키고 있는 동안 101년에 또 다른 파르티아 사절단이 도착했는데, 이번에는 타조속과 같은 이국적인 선물들을 가져왔다.
97년, 반초는 감영이라는 사절을 보내 서역을 탐험하게 했다. 감영은 타림 분지에서 파르티아로 가서 페르시아만에 도달했다. 감영은 서방 국가들에 대한 상세한 기록을 남겼다. 그는 분명히 메소포타미아까지 도달했으며, 당시 그곳은 파르티아 제국의 통제 하에 있었다. 그는 로마 제국으로 항해할 의도였으나, 여행이 위험하고 2년이 걸릴 수 있다는 말을 듣고 단념했다. 그는 단념하고 중국으로 돌아와 중국 통제 지역 서쪽의 국가들에 대한 많은 새로운 정보를 가져왔는데, 그 범위는 지중해 분지까지였다.
감영은 로마 제국 (중국어로 대진)에 대한 기록을 남긴 것으로 추정되는데, 이는 그가 방문했던 항구의 선원들로부터 얻은 2차 자료에 의존한 것으로 보인다. 후한서는 대진을 하이시("바다 서쪽" 또는 로마 이집트; 그 바다는 그리스인과 로마인에게 에리트라해로 알려진 것으로, 페르시아만, 아라비아해, 홍해를 포함했다)에 위치시킨다.
그 영토는 수천 리에 걸쳐 뻗어 있다 [한나라 시대 1리는 415.8미터에 해당했다]. 그들은 간격마다 역참을 설치했는데, 모두 회칠이 되어 있었다. 소나무와 잣나무, 그리고 온갖 종류의 나무와 식물이 있다. 400개 이상의 성벽 도시가 있다. 수십 개의 작은 종속 왕국들이 있다. 도시의 성벽은 돌로 만들어졌다.

후한서는 로마의 통치에 대해 정확하지는 않지만 긍정적인 견해를 제시한다.
그들의 왕은 영구적인 통치자가 아니라, 공로가 있는 사람들을 임명한다. 나라에 심각한 재앙이 닥치거나 때아닌 비바람이 불면, 왕은 폐위되고 다른 사람으로 대체된다. 직무에서 해임된 이는 아무런 불평 없이 자신의 강등을 받아들인다. 그 나라의 주민들은 키가 크고 균형이 잘 잡혀 있으며, 한인과 다소 닮았기 때문에 [대진]이라고 불린다.

율은 로마 헌법과 상품에 대한 묘사는 뒤죽박죽이었지만, 후한서가 지중해의 산호 어업을 정확하게 묘사하고 있다고 지적했다. 산호는 한나라 중국에서 매우 귀중한 사치품이었으며, 인도 (주로 육로, 아마도 해로를 통해서도)를 비롯한 다른 품목들과 함께 수입되었는데, 인도는 로마인들이 산호를 판매하고 진주를 얻었던 지역이었다. 후한서에 언급된 바다 비단, 유리, 호박 (화석), 진사 (광물), 석면 천과 같은 로마 제품의 원래 목록은 위략에서 확장된다. 위략은 또한 134년에 쿠샨 제국 궁정의 인질이었던 소륵국 (카슈가르)의 통치자가 하이시에서 유래한 푸른 (또는 녹색) 보석을 후한 궁정에 선물로 바쳤다고 주장했다. 범엽, 후한서의 편찬자는 이전 세대의 중국인들은 이 먼 서쪽 지역에 도달한 적이 없었지만, 감영의 보고서가 중국인들에게 그들의 땅, 관습 및 산물을 드러냈다고 썼다. 후한서는 또한 파르티아 (중국어: 安息; 안식)가 "다채로운 중국 비단의 무역을 통제하기를" 원했으므로 로마인들이 중국에 도달하는 것을 의도적으로 막았다고 주장한다.

### 버마와 중국의 로마 그리스인 추정
[[파일:Cernuschi Museum 20060812 056.jpg|섬네일|오른쪽|전한 시대의 도자기 그릇. 그릇 가장자리에 손으로 균형을 잡는 곡예사들이 그려져 있다. 사기와 한서는 미트라다테스 2세 파르티아 제국이 무제의 조정에 시리아 저글러를 포함한 선물을 보냈다고 기록한다. 후한서는 버마의 한 왕이 안제의 조정에 120년에 대진에서 온 곡예사들을 보냈다고 기록한다. 헬레니즘 문명 이후에도 아시아의 파르티아 제국과 쿠샨 제국에서 그리스인들이 음악가와 운동선수로 계속 고용되었다는 사실은 알려져 있다. 후한서는 안제가 이 예능인들을 그의 시골 저택에서 수도 뤄양시로 옮겼으며, 그곳에서 그들은 그의 궁정에서 공연을 펼치고 금, 은 및 기타 선물로 보상받았다고 기록한다. 이 예능인들의 기원에 대해 라울 맥러플린은 로마인들이 노예를 버마인들에게 팔았으며, 이것이 예능인들이 원래 버마에 도착한 후 버마 통치자에 의해 중국의 안제에게 보내진 방식이라고 추측한다. 한편, 시리아 저글러들은 서양 고전 문학에서 유명했으며, 기원전 2세기부터 서기 2세기까지의 중국 자료에도 그들이 언급된 것으로 보인다.

### 첫 로마 사절단

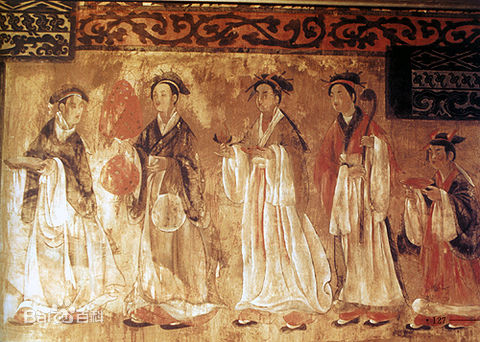
한푸 견섬유 예복을 입은 여인들을 보여주는 벽화. 중국 허난성 정저우시의 후기 후한 (25년 ~ 220년) 다후팅 묘에서 출토.

후한서에 따르면, 서기 166년에 중국에 도착한 로마 사절단이라고 주장하는 첫 번째 집단이 기록되었다. 이 사절단은 한나라의 환제에게 "대진" (로마)의 "왕"인 "안돈" (중국어: 安敦; 안토니누스 피우스 또는 마르쿠스 아우렐리우스)으로부터 왔다고 한다.
"... 其王常欲通使於漢，而安息欲以漢繒彩與之交市，故遮閡不得自達。至桓帝延熹九年，大秦王安敦遣使自日南徼外獻象牙、犀角、瑇瑁，始乃一通焉。其所表貢，並無珍異，疑傳者過焉。"

"... 이 나라의 왕은 항상 한나라와 외교 관계를 맺고 싶어 했다. 그러나 안식은 한나라의 비단으로 그들과 교역하기를 원했으므로, 그들이 [한나라와] 직접적인 관계를 가질 수 없도록 방해했다. 이것은 환제 (桓)의 연희 (延熹) 9년 (서기 166년)에 이르러서야 대진의 왕 안돈 (安敦)이 일남 (日南) 변경 너머에서 사절을 보내 상아, 코뿔소뿔, 바다거북 껍질을 바칠 때까지 계속되었다. 그때 비로소 [두 나라 간의] 교류가 처음으로 수립되었다."— 《후한서·서역전》 후한서의 "서역전" (88권)

안토니누스 피우스는 서기 161년에 사망하여 제국을 양자 마르쿠스 아우렐리우스 안토니누스에게 물려주었고, 사절단은 서기 166년에 도착했으므로, 사절단을 누가 보냈는지에 대해 혼란이 남아 있는데, 두 황제 모두 "안토니누스"라는 이름을 가졌기 때문이다. 로마 사절단은 남쪽(따라서 아마도 해상으로)에서 왔으며, 교지군 또는 통킹 (현대 베트남) 변경을 통해 중국에 들어왔다. 그들은 코뿔소뿔, 상아, 땅거북 껍데기 선물을 가져왔는데, 아마도 남아시아에서 얻었을 것이다. 본문은 이것이 두 나라 간의 직접적인 접촉이 처음이라고 명시한다. 율은 로마 방문객들이 강도나 난파로 인해 원래 물품을 잃어버렸고 대신 선물을 사용했을 것이라고 추측했으며, 이는 중국 기록이 그들이 더 귀중한 물품을 숨겼다고 의심하게 만들었고, 율은 이것이 13세기 후반 중국에 도착한 교황 선교사 요한네스 몬테코르비노에게 가해진 비판과 동일하다고 지적한다. 역사가 레이프 드 크레스피그니, 피터 피비거 방, 워릭 볼은 이것이 마르쿠스 아우렐리우스가 보낸 공식 외교관이라기보다는 로마 상인 집단이었을 가능성이 가장 높다고 본다. 크레스피그니는 이 로마 사절단과 천축 (북인도) 및 부여 (만주) 출신의 다른 사절단이 환제에게 절실히 필요한 명성을 제공했음을 강조한다. 이는 그가 양기 정치인의 강제 자살로 인한 심각한 정치적 문제와 후폭풍에 직면하고 있었기 때문인데, 양기는 그의 누이 양나황후 사망 후에도 한나라 정부를 지배했다. 율은 로마 사절단이 베트남 북부 교지군을 경유했다고 언급했으며, 이는 159년과 161년에 천축 (북인도)의 사절단이 사용했다고 중국 자료에서 주장하는 경로와 동일하다.

### 다른 로마 사절단

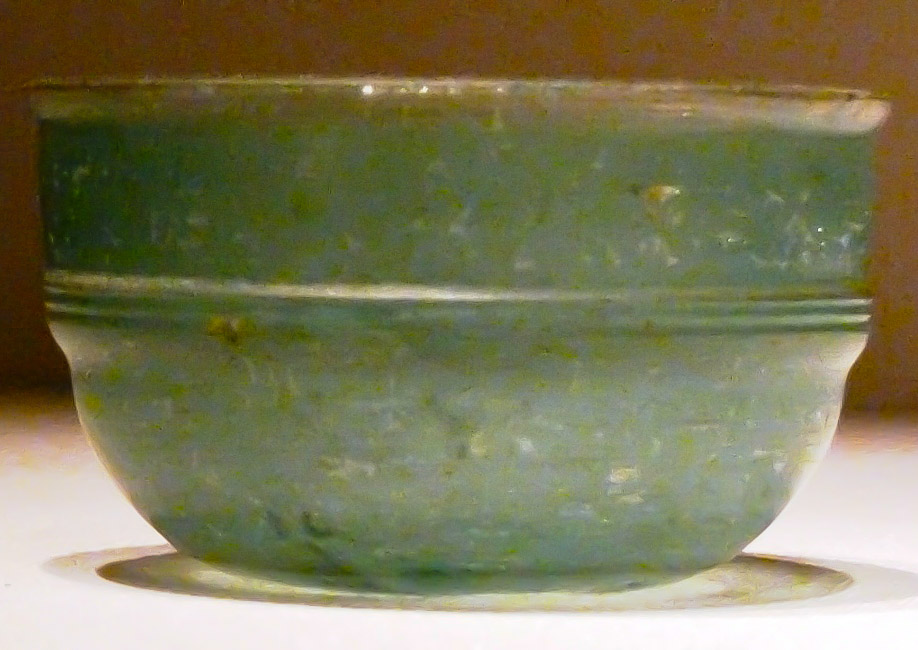
중국 광시 좡족 자치구 (현대 베트남과 접경하는 중국 남부)의 후한 (25년 ~ 220년) 묘에서 발굴된 녹색 로마 유리컵.

643년 당 태종에게 파견된 동로마 사절단의 삽화.

위략과 양서는 226년에 로마 제국 (대진)에서 온 진륜 (秦論)이라는 상인이 교주 (중국이 통제하던 베트남 북부)에 도착했다고 기록한다. 교지군의 태수 오묘는 그를 난징에 있는 삼국 시대 동오의 통치자 손권의 조정으로 보냈다. 손권은 그에게 본국과 그 국민에 대한 보고서를 요청했다. 상인과 그가 요청한 희귀품인 "검은색 난쟁이" 10명 (여성 10명, 남성 10명), 그리고 귀환 도중 사망한 저장성 출신 중국 관리 회계 유선을 돌려보내기 위한 원정대가 편성되었다. 위략과 양서에 따르면 로마 상인들은 캄보디아와 베트남에서 활발히 활동했으며, 이는 캄보디아, 베트남, 태국, 말레이시아, 인도네시아 등 동남아시아 국가에서 발견된 고대 지중해 상품의 현대 고고학적 발견으로 뒷받침된다.
율은 3세기 초에 대진의 통치자가 여러 색깔의 유리제품을 포함한 조공품과 함께 북중국 조위 (220년 ~ 266년) 궁정에 사절을 보냈다고 언급한다. 몇 년 후 대진의 장인이 중국인들에게 "불로 부싯돌을 수정으로 만드는 방법"을 보여주었다고 언급되는데, 이는 중국인들에게 신기한 일이었다.
대진에서 온 또 다른 사절단이 중국 진 제국 (266년 ~ 420년)에 조공품을 가져온 것으로 기록되어 있다. 이 사건은 284년에 진 무제 (266년 ~ 290년 재위) 재위 중 발생했으며, 진서와 후대의 문헌통고에 기록되어 있다. 이 사절단은 아마도 카루스 황제 (282년 ~ 283년 재위)에 의해 파견되었을 것으로 추정되는데, 그의 짧은 재위 기간은 사산 제국과의 전쟁으로 점철되었다.

### 푸린: 동로마 사절단

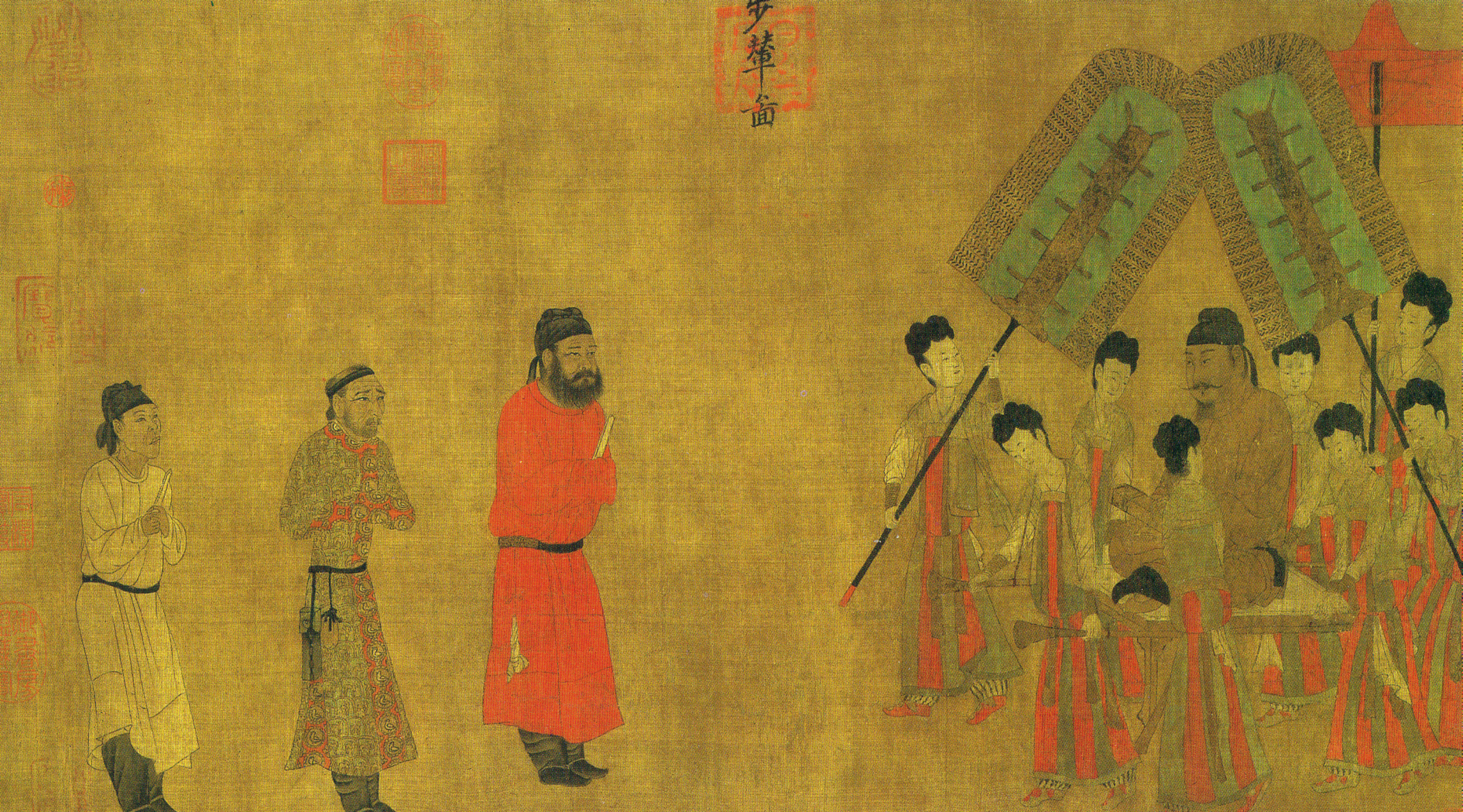
당 태종 (626년 ~ 649년 재위)이 그의 궁정에서 토번의 사절 가르 통첸 위순을 접견하고 있다. 당나라 궁정 화가 염입본 (600년 ~ 673년)의 641년 그림을 모사한 것.

당나라 (618년 ~ 907년)의 중국 역사서에는 동로마 제국을 지칭하는 새로운 이름인 "불름" (拂菻) 상인들과의 접촉이 기록되어 있다. 최초로 보고된 외교 접촉은 643년에 콘스탄스 2세 (641년 ~ 668년)와 당 태종 (626년 ~ 649년)의 재위 기간에 이루어졌다. 구당서, 그리고 이어서 신당서는 콘스탄스 2세의 이름을 "보도리" (波多力, 한어병음: Bōduōlì)로 기록하는데, 히르트는 이를 코스탄티노스 포고나토스 또는 "수염 난 콘스탄티누스"의 음역으로 추정하며 그에게 왕 (王 wáng)의 칭호를 부여한다. 율과 S. A. M. 애드셰드는 "총대주교" 또는 "파트리키우스"에서 유래한 다른 음역을 제시하는데, 이는 13세 동로마 군주를 대신하는 섭정 중 한 명을 지칭하는 것일 수 있다. 당나라 역사서들은 콘스탄스 2세가 정관 (貞觀) 연간 17년 (643년)에 사절단을 보내 붉은 유리와 녹색 보석을 선물로 바쳤다고 기록한다. 율은 사산 제국의 마지막 통치자 야즈데게르드 3세 (632년 ~ 651년 재위)가 이슬람 라시둔 칼리파국에게 페르시아 본토를 잃는 동안 당 태종 (중앙아시아의 페르가나에 대한 종주권을 가진 것으로 여겨짐)으로부터 도움을 얻기 위해 중국에 외교관을 보냈는데, 이는 동로마인들도 최근 무슬림에게 시리아를 잃은 상황에서 중국에 사절을 보내도록 촉발했을 수 있다고 지적한다. 당나라 중국 자료는 또한 사산 왕자 페로즈 3세 (636년 ~ 679년)가 이슬람 칼리프국의 페르시아 정복 이후 당나라 중국으로 망명한 사실을 기록한다.
율은 당나라 시대에 추가적인 불름국 사절단이 711년과 719년에 도착했으며, 742년에는 네스토리우스교 수도사들이었을 수도 있는 또 다른 사절단이 도착했다고 주장한다. 애드셰드는 구당서에서 푸린과의 공식 외교 접촉이 643년, 667년, 701년, 719년에 네 차례 발생했다고 열거한다. 그는 서양 문헌 자료에 이러한 사절단이 없는 것은 동로마인들이 동방 세력과의 정치적 관계를 일반적으로 어떻게 보았는지, 그리고 이들이 중앙 정부가 아닌 국경 관리들에 의해 파견되었을 가능성으로 설명될 수 있다고 추측한다. 율과 애드셰드는 유스티니아노스 2세 (685년 ~ 695년 재위; 705년 ~ 711년 재위) 재위 기간에 불름국 외교 사절단이 있었음에 동의한다. 율은 황제의 사망 연도인 711년에 발생했다고 주장하지만, 애드셰드는 레온티오스의 찬탈과 황제의 크림반도 유배 기간인 701년에 발생했으며, 이것이 동로마 기록에서 누락된 이유와 중국 역사서에서 이 사절단을 누가 보냈는지에 대한 혼란의 원인일 수 있다고 주장한다. 유스티니아노스 2세는 불가르인의 도움과 하자르와의 혼인 동맹으로 왕위를 되찾았다. 따라서 애드셰드는 유스티니아노스 2세의 행동과 특히 그가 7세기 말에 측천무후가 페로즈 3세의 아들 나르시에에게 중앙아시아의 아랍인들에 대항하여 진격하도록 허락했다는 사실을 알았을 경우, 당나라 중국에 사절단을 보낸 것이 일관된 행동이라고 믿는다.
719년 불름국 사절단은 레온 3세 (717년 ~ 741년 재위)로부터 당 현종 (712년 ~ 756년 재위) 조정에 도착한 것으로 기록되어 있는데, 이는 동로마 황제가 새로운 하자르 혼인 동맹으로 다시 동방 세력에 손을 내밀고 있던 시기였다. 또한 이 시기는 레온 3세가 717년에 아랍인들을 막 격파한 때였다. 중국 연대기에는 "개원 7년 (719년) 정월에 그들의 주인 [拂菻王, "불름왕"]이 투후오루오 [吐火羅, 토카리스탄]의 타쇼우링 [고위 관리]을 보내 (...) 사자 두 마리와 영양 두 마리를 바쳤다. 몇 달 후, 그는 다시 타더승 ["위대한 덕을 지닌 승려들"]을 우리 조정에 보내 조공을 바쳤다."고 기록되어 있다. 이 사절단은 긴 여정 동안 아마도 아프가니스탄의 튀르크 샤히 왕을 방문했을 것이다. 왜냐하면 그 왕의 아들이 739년에 왕위에 오르면서 "프루모 케사로"라는 칭호를 취했기 때문이다. "프루모 케사로"는 "로마 카이사르"의 음역으로, 공동의 적 아랍인들을 격파한 레온 3세의 칭호인 "카이사르"를 기리기 위해 선택되었을 것이다. 중국 사료에서는 "프루모 케사로"가 "푸린 지수오" (拂菻罽娑)로 적절히 음역되었으며, "푸린" (拂菻)은 당나라 시대 "동로마 제국"을 지칭하는 표준 이름이었다. 이 사절단의 해는 소그디아의 부하라와 사마르칸트가 아랍 침략군에 대항하는 데 당 현종이 원조를 거부한 시기와 일치했다. 우마이야 칼리프국의 사절단은 732년에 당나라 조정에 접수되었다. 그러나 751년 탈라스 전투에서의 아랍 승리와 안사의 난은 당나라 중국의 중앙아시아 개입 노력을 무력화시켰다.
불름국과의 마지막 외교 접촉은 서기 11세기에 기록되었다. 역사가 마단림 (1245년 ~ 1322년)이 쓴 문헌통고와 송사에 따르면, 불름 국왕 미하일 7세 두카스 (滅力沙靈改撒, 멸가이령개살)가 1081년에 송나라 신종 (1067년 ~ 1085년 재위) 재위 기간에 중국 송나라에 사절단을 보냈다. 송사는 동로마 사절단이 바친 조공품과 동로마에서 생산된 제품들을 묘사했다. 또한 "깃털 주머니"에 넣어 바다에 던져지는 사형과 같은 동로마 법에서 사용된 처벌에 대해서도 설명했는데, 이는 아마도 라틴어 '자루의 형벌'에서 유래한 로마-비잔티움 관습인 포에나 쿨레이일 것이다. 마지막으로 기록된 사절단은 1091년에 알렉시오스 1세 콤네노스 (1081년 ~ 1118년 재위) 재위 기간에 도착했는데, 이 사건은 지나가는 말로만 언급된다.
원사에는 구육 칸의 궁정을 섬겼으나 이후 원나라 (1271년 ~ 1368년)의 몽골 건국자 쿠빌라이 칸의 궁정에서 대도 (현 베이징시)의 수석 천문학자이자 의사가 된 아이시에 (요수아 또는 요셉의 음역)라는 동로마 남성에 대한 전기가 수록되어 있다. 그는 결국 푸린 왕 (拂菻王, Fúlǐn wáng)의 칭호를 받았고, 그의 자녀들은 기독교 이름인 엘리아스, 루크, 안토니의 음역과 일치하는 중국어 이름으로 기록되었다. 쿠빌라이 칸은 또한 칭기즈 칸의 증손자들과 이부자매가 결혼하여 베이징의 몽골 통치자와 인척 관계에 있던 동로마 통치자 안드로니코스 2세의 궁정에 라반 바르 사우마를 포함한 네스토리우스교 승려들을 보낸 것으로 알려져 있다.
몽골 제국, 결국 모든 중국을 포함하게 된 이 제국 내에는 서양인들이 충분히 여행하여 1340년에 프란체스코 발두치 페골로티가 동료 상인들을 위해 칸발리크 (베이징시)에서 은을 지폐로 환전하여 비단을 구입하는 방법에 대한 가이드북을 편찬할 정도였다. 이 단계에서 라틴 제국에 의해 일시적으로 해체되었던 동로마 제국은 그리스 일부와 아나톨리아의 잔여 국가로 축소되었다. 마단림, 문헌통고의 저자는 일반적으로 부정확하고 왜곡된 정치지리학을 기반으로 했지만, 변화하는 정치적 경계를 주목했다. 그는 당나라 역사가들이 "대진"과 "불름"을 같은 나라로 간주했지만, 지리적 기록의 불일치와 다른 문제들 (웨이드-자일스 표기법 철자) 때문에 이에 대해 유보적인 태도를 보였다고 썼다.
원유(元佑) 6년 [1091년]에 두 번의 사절단을 보냈고, 그들의 왕에게 황실 명령으로 비단 200필, 은화병 두 쌍, 허리띠에 금이 묶인 의복이 하사되었다. 당나라 역사가들에 따르면, 불름국은 고대의 대진(Ta-ts'in)과 동일하게 여겨졌다. 그러나 주목할 점은, 대진이 후한 시대에 중국과 처음 교류한 이래 진(Chin)과 당(Tang) 시대를 거쳐 끊임없이 조공을 바쳤음에도 불구하고, 송나라의 "사대 황제" 역사가들은 불름에 대한 기록에서 이 나라가 원풍(元豐) [1078년 ~ 1086년] 시대에 이르러서야 처음으로 지역 특산물을 바치는 사절단을 궁정에 보냈다고 주장한다. 이제 우리가 두 다른 역사가들이 전한 불름에 대한 두 기록을 함께 보면, 당나라 기록에서는 이 나라가 "서쪽의 큰 바다에 접해 있다"고 말하는 반면, 송나라 기록에서는 "서쪽으로 여전히 바다까지 30일의 여정"이라고 말하며; 나머지 경계들도 두 기록에서 일치하지 않는다. 또한 백성들의 생산품과 관습도 일치하지 않는다. 나는 단지 우연한 이름의 유사성이 있을 뿐, 이 나라가 실제로 대진과 동일하지 않다고 의심한다. 이러한 이유로 나는 당나라 시대의 불름 기록을 나의 대진 장(章)에 첨부하고, 송나라 시대의 이 불름은 완전히 별개의 나라로 나타냈다.

명사는 명나라 (1368년 ~ 1644년)의 건국 황제인 홍무제가 "날고윤" (捏古倫)이라는 푸린 상인을 그의 본국으로 돌려보내 명나라 건국을 알리는 편지를 보냈다고 설명한다. 이 상인은 칸발리크의 전직 대주교였던 니콜라우스 데 벤트라 (그는 요한네스 몬테코르비노의 뒤를 이어 그 직책을 맡았다)로 추정된다. 명사는 중국과 불름국 간의 접촉이 이 시점 이후 중단되었고, 대서양의 사절이 16세기까지 중국에 다시 나타나지 않았다고 설명한다. 1582년에 이탈리아 예수회 선교사 마테오 리치가 포르투갈의 마카오에 도착하면서 다시 접촉이 이루어졌다.

## 무역 관계

### 로마의 중국 수출

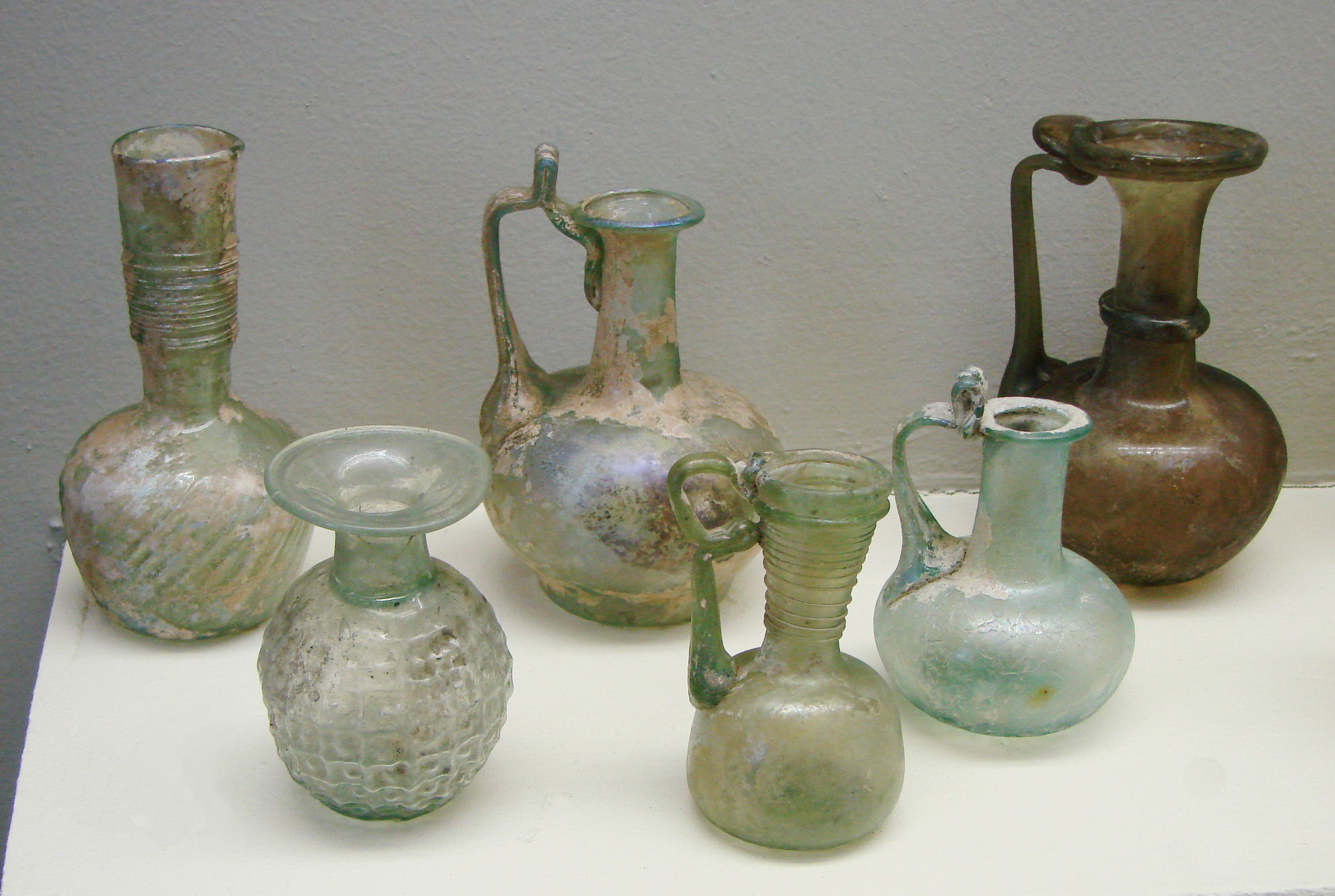
2세기 로마 유리.

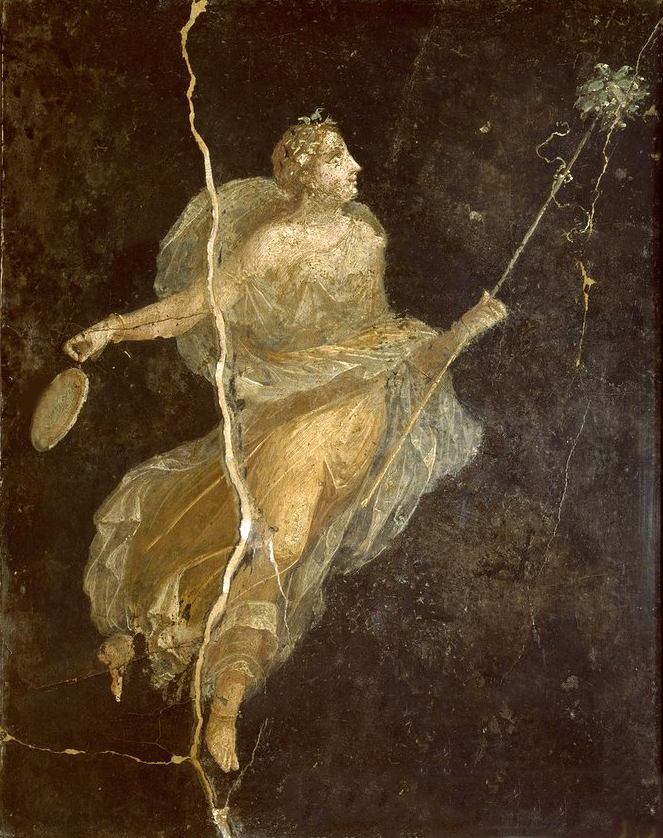
폼페이의 로마 프레스코화로, 비단 드레스를 입은 마이나스를 묘사함. 나폴리 국립 고고학 박물관.

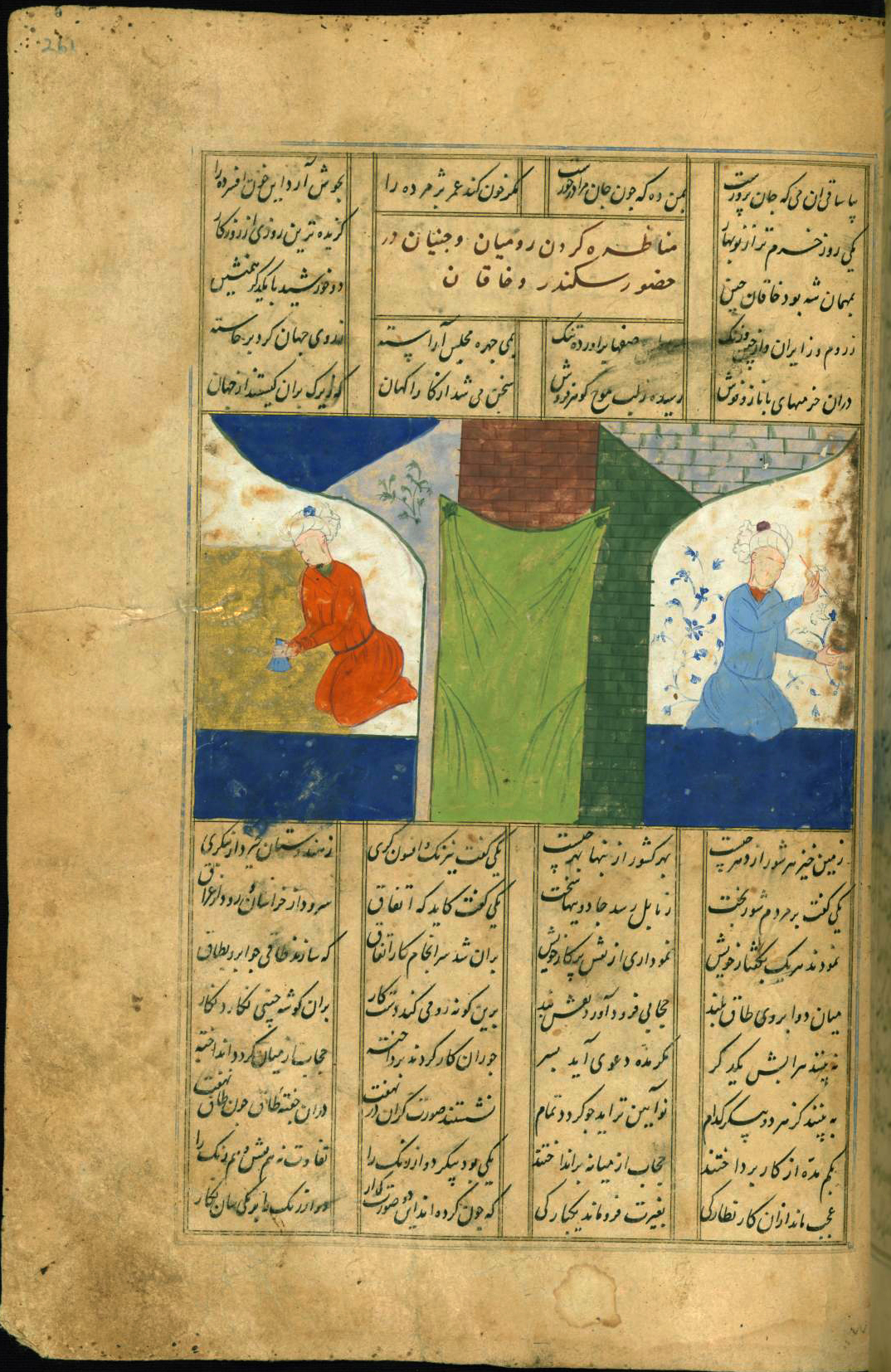
니자미 (1141년 ~ 1209년)의 원작인 "녹색 커튼에 의해 분리된 중국인과 로마인 예술가가 서로 경쟁한다"는 제목의 그림. 1481년 티무르 시대의 사본.

지중해 지역과 인도 간의 직접적인 무역 연결은 기원전 2세기 후반 프톨레마이오스 왕국의 이집트에 의해 수립되었다. 그리스 항해사들은 인도양에서의 무역 항해를 위해 계절풍의 규칙적인 패턴을 사용하는 법을 배웠다. 로마 시대의 활발한 해상 무역은 인도 해안을 따라 대량의 로마 동전이 발굴된 것으로 확인된다. 로마 사절단이 사용했던 경로를 따라 로마 공동체와 연결된 많은 무역항이 인도와 스리랑카에서 확인되었다. 홍해의 로마 이집트 항구에서 인도에 이르는 고고학적 증거는 인도양과 동남아시아에서 로마의 상업 활동이 166년 안토니누스 역병으로 인해 크게 감소했음을 시사한다. 이 해는 중국 한나라에 첫 로마 사절단이 도착한 해와 동일하며, 중국에서도 151년부터 유사한 역병 발생이 있었다.
알렉산드리아와 시리아의 로마 제조사에서 생산된 고품질 유리는 한나라 중국을 포함한 아시아의 여러 지역으로 수출되었다. 중국에서 발견된 최초의 로마 유리제품은 기원전 1세기 초에 제작된 파란색 소다석회 유리 그릇으로, 남부 항구 도시 광저우시의 전한 무덤에서 발굴되었는데, 이는 인도양과 남중국해를 통해 그곳에 도달했을 수 있다. 다른 로마 유리 제품으로는 67년에 제작된 것으로 추정되는 난징 근처 왕자의 무덤에서 발견된 모자이크 유리 그릇과 뤄양시의 후한 무덤에서 발견된 불투명한 흰색 줄무늬 유리병이 있다. 로마와 페르시아 유리제품은 한반도에 있던 고대 신라의 수도 서라벌의 5세기 무덤에서 발견되었다. 로마 유리 구슬은 일본 고훈 시대인 5세기 교토시 근처 우츠쿠시 고분에서도 발견되었다.
중국 자료에 따르면 다른 로마의 사치품들도 중국인들에게 높이 평가되었다. 여기에는 금실로 수놓은 융단, 금색 직물, 호박 (화석), 석면 천, 그리고 키조개의 비단 같은 털로 만든 천인 바다 비단이 포함된다. 기원전 3~2세기로 추정되며 아마도 셀레우코스 제국에서 유래한 것으로 보이는 중국 전역에서 발견된 은 및 청동 제품 외에도, 2~3세기로 추정되며 간쑤성 징위안현에서 발견된 로마의 도금 은판이 있는데, 중앙에 그리스-로마 신 디오니소스가 고양이과 동물 위에 앉아 있는 부조 이미지가 새겨져 있다.
2세기 이전에, 아니면 그보다 더 일찍, 교지군 (현대 베트남 중심)의 중국 통제 항구인 일남군과 크메르의 푸난 왕국과 해상 노선이 개통되었다. 1877년 페르디난트 폰 리히트호펜은 교지군이 그리스-로마 지리학자 프톨레마이오스에게 카티가라로 알려진 항구이며, 현대 하노이 근처에 위치했다고 주장했다. 프톨레마이오스는 카티가라가 황금반도 너머에 있으며, 아마도 상인이었을 알렉산더라는 그리스 선원에 의해 방문되었다고 썼다. 리히트호펜의 카티가라와 하노이의 동일시 주장은 20세기 중반 메콩강 삼각주의 옥에오 (현 호찌민시 근처)에서 고고학적 발견이 이루어질 때까지 널리 받아들여졌는데, 이는 이곳이 그 위치였을 수도 있음을 시사한다. 프랑스 고고학자 루이 말레레가 1940년대에 발견한 장거리 무역 유물 중에는 로마 동전도 포함되어 있었다. 여기에는 안토니누스 피우스와 그의 후계자 마르쿠스 아우렐리우스의 재위 기간의 로마 금 메달리온이 포함된다. 또한, 로마 유물과 안토니누스 시대 로마 동전을 모방한 토착 보석류가 그곳에서 발견되었으며, 그랜빌 앨런 모워는 프톨레마이오스의 카티가라가 현대 옥에오의 위도와 일치하는 것으로 보인다고 말한다. 고대 로마 유리 구슬과 팔찌도 그 유적지에서 발견되었다.
카티가라에서 인도와 스리랑카 해안의 항구들을 거쳐 로마 이집트의 로마 통제 항구들과 홍해 북동쪽 해안의 나바테아 영토까지 무역 연결망이 확장되었다. 고고학자 워릭 볼은 옥에오에서 발견된 로마 및 로마 양식의 유물, 통킹에서 발견된 막시미아누스 황제의 동전, 메콩강 삼각주의 퐁툭에서 발견된 로마 청동 램프 등은 로마인들이 이 지역을 방문했다는 결정적인 증거로 보지 않으며, 이 물품들이 인도 상인들에 의해 유입되었을 가능성을 제기한다. 로마인들이 동남아시아에 인정된 무역항을 가지고 있었음을 인정하면서도, 더그랄드 오라일리는 카티가라가 옥에오였다는 것을 시사하는 증거가 거의 없다고 쓴다. 그는 그곳에서 발견된 로마 유물들이 단순히 인도양 무역망이 고대 푸난 왕국까지 확장되었음을 나타낼 뿐이라고 주장한다.

### 로마 제국에서 발견된 중국 검과 칼집
로마가 통치하던 불가리아 지역인 차탈카의 고고학적 발굴에서 무덤 안에 묻힌 여러 검과 다른 무기들이 발견되었다. 이 검들 중에는 한나라 양식의 검과 칼집이 포함되어 있으며, 중국 용 무늬로 장식된 비취옥 칼집 슬라이드가 부착되어 있다.

한나라 양식의 검과 칼집/칼집 (재건) (용 비취 모티프 포함) 로마 통제하의 차탈카에서 출토.

### 로마 제국의 중국 비단
로마 제국과 중국의 무역은 고대 로마인들이 비단을 원하면서 기원전 1세기에 시작되었다. 로마인들은 코스에서 채취되는 야생 비단을 알고 있었지만(코아 베스티스), 처음에는 파미르고원 사리콜 왕국에서 생산되는 비단과의 연관성을 깨닫지 못했다. 로마인과 한나라 중국인 사이에는 직접적인 무역 접촉이 거의 없었는데, 이는 경쟁국인 파르티아인과 쿠샨인들이 각각 수익성 높은 무역 중개자 역할을 보호하고 있었기 때문이다.
기원전 1세기에는 비단이 로마 세계에서 여전히 희귀한 상품이었지만, 서기 1세기에는 이 귀중한 무역 품목이 훨씬 더 널리 이용 가능해졌다. 박물지 (77년 ~ 79년)에서 플리니우스 플라비우스는 이 값비싼 사치품을 구입하기 위해 로마 경제에서 동전이 유출되는 것에 대해 한탄했다. 그는 로마의 "여인들"과 인도, 아라비아, 극동의 세레스인들로부터 사치품을 구매하는 데 제국이 매년 약 1억 세스테르티우스를 소비했다고 언급했으며, 비단 천을 얻기 위해 세레스인들에게 여행이 이루어졌으며 홍해에서 진주 채취도 이루어졌다고 주장했다. 플리니우스 플라비우스의 무역 불균형과 비단 구매에 사용된 로마 동전의 양에 대한 주장에도 불구하고, 워릭 볼은 로마의 다른 외국 상품, 특히 인도에서 온 향신료 구매가 로마 경제에 훨씬 더 큰 영향을 미쳤다고 주장한다. 14년에 로마 원로원은 남성들의 비단 착용을 금지하는 칙령을 발표했지만, 비단은 로마 세계로 계속 흘러들어갔다. 비단 수입이 막대한 부의 유출을 야기한다는 경제적 우려 외에도, 비단 옷은 대 세네카에 의해 퇴폐적이고 부도덕한 것으로 간주되었다.
몸을 가리지 못하고, 심지어는 품위마저 가리지 못하는 재료를 옷이라고 부를 수 있다면, 비단 옷을 볼 수 있다... 비참한 하녀 무리가 고생하여 간음하는 여인이 얇은 옷을 통해 보이도록 만들고, 남편은 아내의 몸에 대해 낯선 사람이나 외국인보다도 아는 것이 없도록 만든다.— 대 세네카 서기 3년경 ~ 65년, 『논쟁록』 2.7

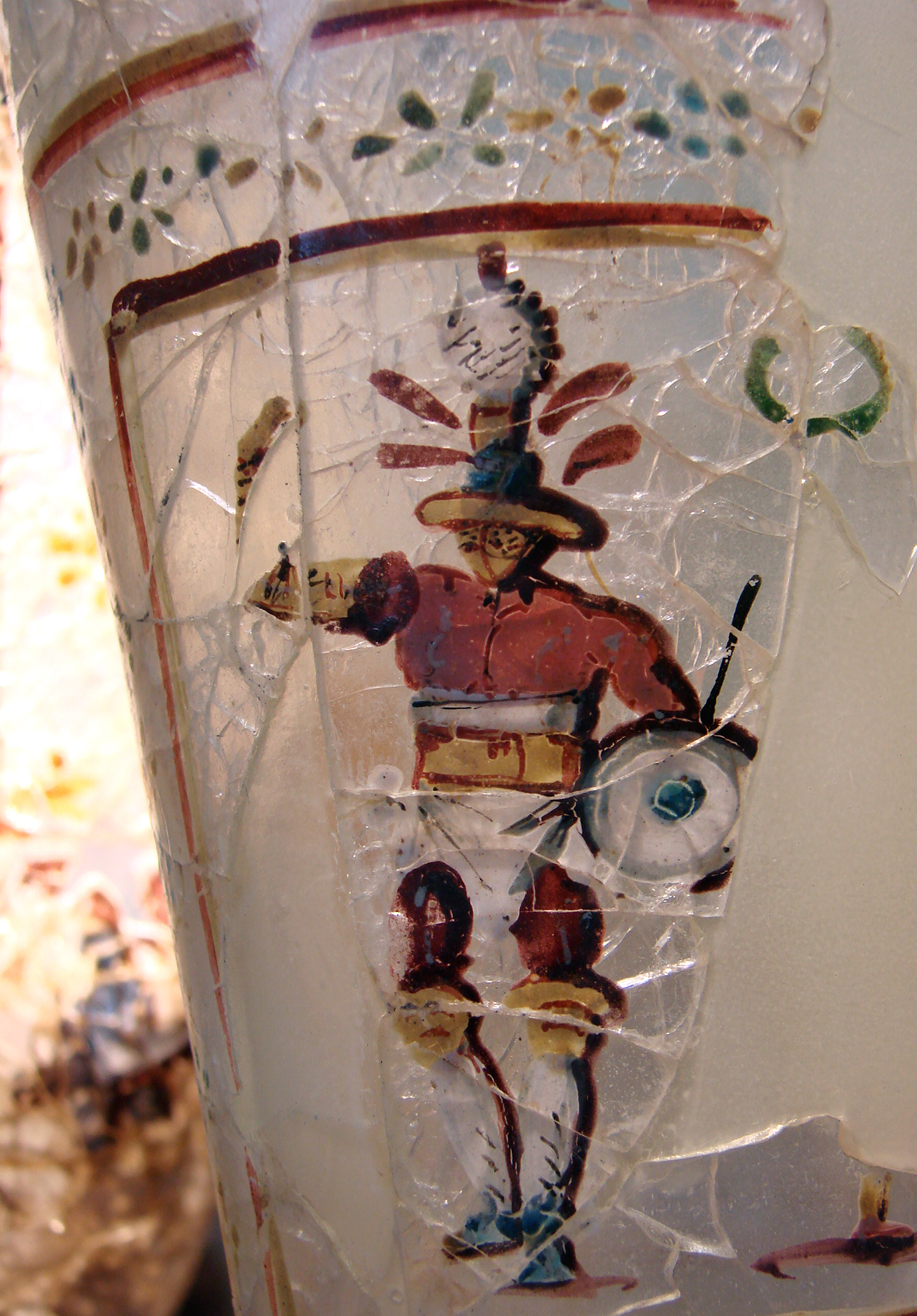
검투사로 장식된 로마 유리제품, 서기 52년 ~ 125년으로 추정되며 아프가니스탄 베그람에서 발견되었다. 쿠샨 제국의 황실 도시였던 이곳에서 워릭 볼에 따르면 다른 유리 제품들과 함께 비단길을 통해 중국으로 향했을 가능성이 높다.

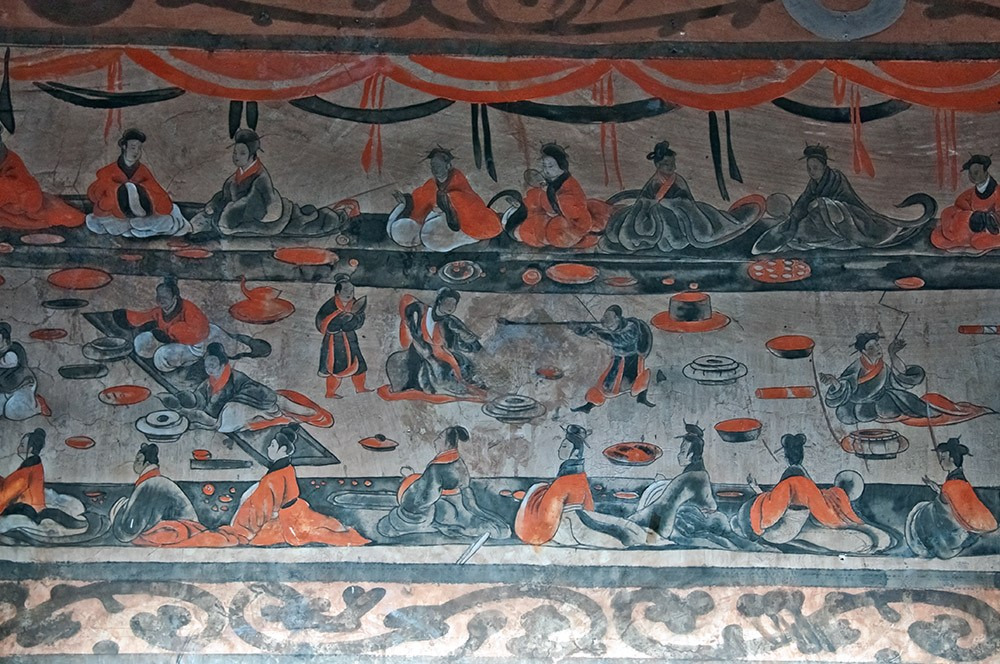
정저우시 수이허강 남쪽 기슭의 다후팅 한나라 묘 (중국어: 打虎亭漢墓)에서 출토된 후기 후한 (25년 ~ 220년) 중국 무덤 벽화. 전통 한푸 비단 옷을 입은 남녀가 연회에 참석하는 모습을 보여줌.

향신료와 비단 같은 무역 품목은 로마 금화로 지불해야 했다. 중국에서는 로마 유리에 대한 수요가 있었는데, 한족들도 특정 지역에서 유리를 생산했다. 중국에서 생산된 유리 제품은 전한 시대 (기원전 202년 ~ 서기 9년)로 거슬러 올라간다. 파르티아 제국과 같은 외국 국가들과의 거래에서, 한나라 정부를 지배했던 사대부들이 상업 활동과 상인 계층을 경시했기 때문에, 한족들은 아마도 무역보다는 주요 적이었던 유목민 흉노를 외교적으로 압도하는 데 더 관심을 가졌다.

### 중국에서 발견된 로마 화폐

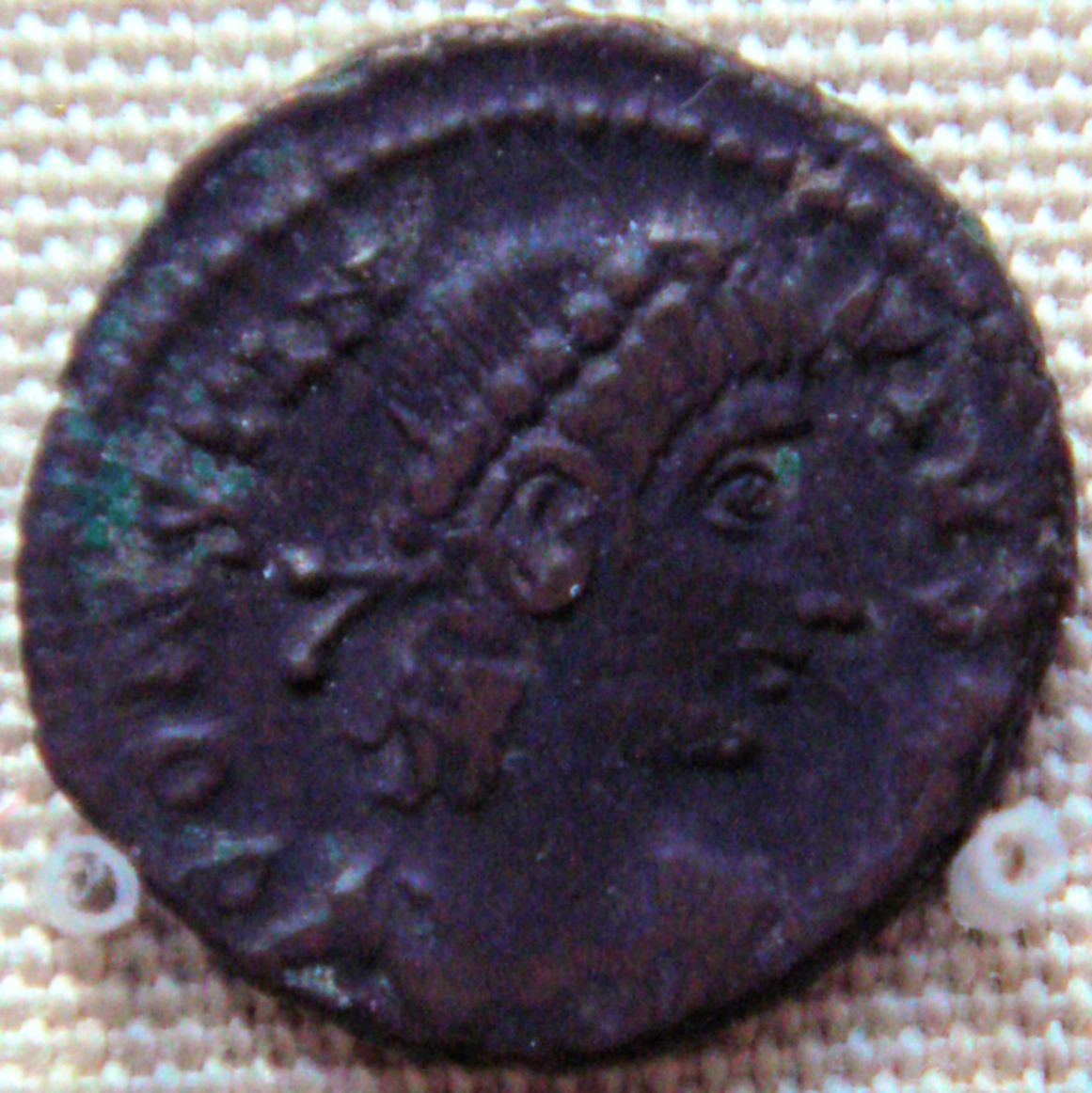
콘스탄티우스 2세 (337년 ~ 361년)의 청동 동전. 현대 중국 카르갈리크에서 발견.

발레리 한센은 2012년에 로마 공화국 (기원전 509년 ~ 기원전 27년) 또는 로마 제국의 원수정 (기원전 27년 ~ 서기 284년) 시대의 로마 동전은 중국에서 발견되지 않았다고 썼다. 그러나 워릭 볼 (2016)은 시안시 (한나라 수도 장안 유적지)에서 발견된 티베리우스 (14년 ~ 37년 재위)부터 아우렐리아누스 (270년 ~ 275년 재위)까지의 로마 동전 16개 보물에 대한 1978년의 두 연구를 인용한다. 중국이 통제하던 교주 근처 베트남 옥에오에서 발견된 로마 동전은 2세기 중반으로 거슬러 올라간다. 막시미아누스 (286년 ~ 305년 재위)의 동전도 통킹에서 발견되었다. 참고로, 3세기와 4세기의 로마 동전이 일본에서 발견되었다. 이들은 12세기에서 15세기에 걸쳐 지어진 가츠렌성 (오키나와현 우루마시)에서 발굴되었다.
네스토리우스교 수도승들이 중국에서 누에알을 동로마 제국으로 밀수한 직후, 6세기 동로마 역사가 메난드로스 프로티크토르는 소그디아인들이 동로마 제국과 중국 비단을 직접 무역하려 시도한 방법에 대해 기록했다. 에프탈 제국을 격파하기 위해 사산 페르시아 통치자 호스로 1세와 동맹을 맺은 후, 돌궐의 통치자 이스타미는 페르시아 영토를 통과하여 동로마인들과 무역할 특권을 위해 사산 왕 중 왕과 알현을 요청하는 소그디아 상인들의 접근을 받았다. 이스타미는 첫 요청을 거절했지만, 두 번째 요청을 승인하고 소그디아 사절단을 사산 왕에게 보냈을 때, 왕은 사절단 구성원들을 독살하여 죽였다. 소그디아 외교관 마니아크는 이스타미에게 콘스탄티노폴리스로 직접 사절단을 보내도록 설득했고, 이 사절단은 568년에 도착하여 유스티누스 2세에게 선물로 비단뿐만 아니라 사산 페르시아에 대항하는 동맹도 제안했다. 유스티누스 2세는 동의하고 제마르쿠스의 지휘 아래 돌궐 카간국에 사절단을 보내 소그디아인들이 원하던 직접 비단 무역을 보장했다. 이 시대의 중앙아시아와 중국 고고학 유적지 발굴에서 발견된 로마 및 동로마 동전의 수가 적다는 것은 소그디아인들과의 직접 무역이 제한적이었음을 시사한다. 이는 고대 로마인들이 한족 중국 비단을 수입했고, 동시대 무덤 발굴에서 한나라 중국인들이 로마 유리 제품을 수입했다는 사실에도 불구하고 그러했다.
중국에서 발견된 동로마 제국의 가장 오래된 금 솔리두스 주화는 동로마 황제 테오도시우스 2세 (408년 ~ 450년 재위)의 재위 기간으로 거슬러 올라가며, 신장과 중국의 다른 지역에서 총 48개만이 발견되었다 (은화 1,300개와 비교). 고창의 고창 정벌과 640년 중국 정복 이후에도 투르판에서 은화 사용은 오랫동안 지속되었으며, 7세기에는 중국 청동 화폐가 점진적으로 채택되었다. 한센은 이 동로마 동전들이 거의 항상 사산 페르시아 은화와 함께 발견되었으며, 동로마 금화는 부적과 같은 의례적인 물건으로 더 많이 사용되어, 동로마에 비해 중앙아시아의 중국 비단 무역에서 대이란의 우위를 확인시켜준다고 주장한다. 발터 샤이델은 중국인들이 비잔티움 동전을 이국적인 보석으로 여겼으며, 당나라와 송나라 시대에는 청동 화폐를, 송과 명 시대에는 지폐를 사용하는 것을 선호했다고 지적한다. 심지어 은 금속괴가 풍부했음에도 그러했다. 볼은 중국에서 로마와 동로마 동전의 희소성, 그리고 인도에서 더 많이 발견되는 양은 로마인들이 구매한 대부분의 중국 비단이 해상 인도에서 왔으며, 이란을 통한 육상 비단길 무역을 크게 우회했음을 시사한다고 썼다. 수나라와 당나라 (6세기 ~ 10세기) 시대의 중국 동전이 인도에서 발견되었으며, 특히 동시대 촐라 왕조의 영토에서는 송나라 시대 (11세기 ~ 13세기)의 동전이 훨씬 더 많이 발견된다.
6세기부터 동로마에서 비단 생산이 시작되었음에도 불구하고, 중국산 비단은 여전히 더 높은 품질로 간주되었다. 이 이론은 1953년 산시성 (산서성)의 수나라 무덤에서 발견된 유스티누스 2세 재위 기간에 주조된 동로마 솔리두스와 여러 유적지에서 발견된 다른 동로마 동전들에 의해 뒷받침된다. 중국 역사서에는 로마와 비잔티움 동전에 대한 묘사가 나온다. 위략, 후한서, 진서, 그리고 후대의 문헌통고는 고대 로마 은화 10개가 로마 금화 1개와 가치가 같다고 언급했다. 로마의 금 아우레우스는 약 25개의 은 데나리우스와 가치가 같았다. 후기 동로마 제국에서는 은 밀리아레시온 12개가 금 노미스마 1개와 같았다. 송사는 동로마인들이 은 또는 금으로 동전을 만들었는데, 가운데 구멍이 없었고, 왕의 이름이 새겨져 있었다고 기록한다. 또한 동로마인들이 위조 동전 생산을 금지했다고 주장한다.

## 인간 유해
2010년, 이탈리아 바그나리에 있는 1세기 또는 2세기로 추정되는 로마 시대 묘지에서 발견된 부분 골격에 대한 미토콘드리아 DNA 분석 결과, 모계 쪽으로 동아시아 혈통임이 확인되었다. 증거는 그가 원래 이탈리아 출신이 아니며, 그 지역의 노예 또는 노동자였음을 시사했다. 그러나, 비록 이들이 유라시아 접촉의 예시이긴 하지만, 이들은 중국인이 아니라 구시베리아계 후손이었다.
2016년 런던 서더크의 고고학적 발견물에 대한 분석 결과, 로마 브리타니아의 고대 로마 도시 론디니움 유적지에서 발굴된 2세기에서 4세기 사이의 스물두 개의 골격 표본 중 두세 개가 아시아 조상, possibly 중국 혈통임을 시사한다. 이 주장은 법의학 및 골격 안면 특징 ( "중국인처럼 보이는" 방법) 분석에 기반을 둔다. 이 발견은 런던 박물관의 인간 골학 큐레이터인 레베카 레드펀 박사에 의해 발표되었다. DNA 분석은 아직 이루어지지 않았고, 사용 가능한 두개골 및 치아 표본은 단편적인 증거만을 제공하며, 사용된 표본은 고대 인구가 아닌 현대 인구의 형태와 비교되었다.

## 가설적 군사 접촉

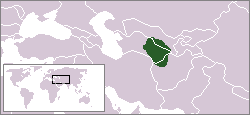
카레 전투의 로마 포로들은 오로데스 왕에 의해 마르기아나로 끌려갔다. 그들의 이후 운명은 알려져 있지 않다.

역사가 호머 H. 덥스는 1941년에 마르쿠스 리키니우스 크라수스의 지휘 아래 카레 전투에서 결정적으로 패배한 로마 전쟁 포로들이 나중에 파르티아 제국의 동부 국경에서 한나라 군대와 충돌했을 수 있다고 추측했다.
마르쿠스 리키니우스 크라수스의 지휘 아래 로마군이 기원전 53년에 카레 전투에서 결정적인 패배를 당한 후, 약 1만 명의 로마 포로들이 국경 수비를 위해 파르티아인들에 의해 마르기아나로 보내졌다. 얼마 후 유목민 흉노의 지도자 질지는 현대 타라즈 근처 탈라스강 계곡 동쪽에 국가를 세웠다. 덥스는 반고의 중국 기록에서 질지의 목재 울타리 요새를 방어하기 위해 "물고기 비늘 대형"으로 싸운 질지 휘하의 "수백 명"의 사람들을 언급했는데, 이는 기원전 36년 질지 공성전에서 한나라 군대에 맞선 것이었다. 그는 이것이 로마의 테스투도 대형이었을 수 있으며, 중국군에 의해 포로로 잡힌 이들이 융창현에 리셴 (Li-chien, 아마도 "군단"에서 유래) 마을을 세웠다고 주장했다.
로마-중국 연결을 관광에 활용하려는 시도가 있었지만, 덥스의 로마 및 중국 자료 통합은 충분한 증거 없이 너무 많은 결론에 도달한다는 이유로 역사가들 사이에서 받아들여지지 않았다. 2005년 DNA 검사는 현대 리셴 주민 일부의 인도유럽인 조상을 확인했는데, 이는 고대에 간쑤성에 살았던 인도유럽인들과의 이민족 결혼으로 설명될 수 있다. 예를 들어 월지와 오손 같은 민족들이다. 2007년에 마을 남성 주민 200명 이상을 대상으로 한 훨씬 더 포괄적인 DNA 분석 결과, 한족 인구와의 밀접한 유전적 연관성과 서부 유라시아 유전자 풀과의 큰 차이가 나타났다. 연구자들은 리셴 사람들이 아마도 한족 기원일 것이라고 결론 내린다. 이 지역에는 동전, 도자기, 무기, 건축물 등 로마인의 존재를 증명할 고고학적 증거가 부족하다.

## 같이 보기
- 고대 그리스-인도 관계
- 로마-인도 관계

### 설명주
1. ↑  대진에 대한 첫 중국 언급이 후한서에 속한다는 주장에 대해서는 다음을 참조: 윌킨슨 (2000), p. 730.
2. ↑  히르트 (2000) [1885], "위략 (서기 429년 이전 작성), 220–264년", (웨이드-자일스 사용) 이 종속 봉신국들을 알렉산드리아-유프라테스 또는 카락스 스파시누 ("알라산"), 니케포리움 ("루펀"), 팔미라 ("체란"), 다마스쿠스 ("시엔투"), 에메사 ("시푸"), 히라 ("홀랏")로 식별했다. 팔미라와 에메사 남쪽으로 가면 "돌의 땅"이 나오는데, 히르트는 산호와 진짜 진주가 채취되는 바다 (홍해)에 접해 있다고 언급되어 있어 아라비아 페트라이아로 식별했다. 이 문헌은 또한 셀레우키아 ("실로")와 같은 파르티아가 통제하는 국경 지역의 위치를 설명했다. 
힐 (2004년 9월), "14절 – 로마 종속국", 종속 봉신국들을 아자니아 (중국어 정체자: 澤散, 한어 병음: Zesan, 웨이드-자일스: Tse-san), 알 와즈흐 (중국어 정체자: 驢分, 한어 병음: Lüfen, 웨이드-자일스: Lü-fen), 와디 시르한 (중국어 정체자: 且蘭, 한어 병음: Qielan, 웨이드-자일스: Ch'ieh-lan), 류코스 리멘, 현대 아윤구나 근처 아카바만 입구를 통제하는 고대 유적지 (중국어 정체자: 賢督, 한어 병음: Xiandu, 웨이드-자일스: Hsien-tu), 페트라 (중국어 정체자: 汜復, 한어 병음: Sifu, 웨이드-자일스: Szu-fu), 카라크 (중국어 정체자: 于羅, 한어 병음: Yuluo, 웨이드-자일스: Yü-lo), 수라 (중국어 정체자: 斯羅, 한어 병음: Siluo, 웨이드-자일스: Szu-lo)로 식별했다.
3. ↑  그의 "마케도니아" 기원은 그의 문화적 친화성을 나타낼 뿐이며, 마에스라는 이름은 셈족 기원이다. 캐리 (1956), p. 130.
4. ↑  주류 의견은 캐리 (1956), p. 130, 각주 #7에 언급된 바와 같이 티로스의 마리노스의 날짜를 기반으로 한다. 그는 많은 트라야누스 시대의 건국 명칭을 사용했지만 하드리아누스와 관련된 것은 사용하지 않았다.
5. ↑  수세기 후 타슈쿠르간("석탑")은 파미르 왕국 사리콜의 수도였다.
6. 1 2  율 (1915), p. 18; 티아오지 (条支)와 그 어원이 고대 중국 통치하의 타지크인과 이란족에서 유래했을 가능성에 대한 논의는 p. 42의 각주 #2를 참조.
7. ↑  Fan Ye, 편집. (1965) [445]. 〈86: 南蠻西南夷列傳 (남만, 신이열전: 남쪽 오랑캐와 서남쪽 부족의 전통)〉. 《後漢書》 [후한서]. Beijing: Zhonghua Publishing. 2851쪽. "영녕원년, 단국왕 용유조 복견사자 예궐조하, 헌악급 환인, 능변화 토화, 자지해, 역우마두. 우선도환, 수내지천. 자언아 해서인. 해서즉 대진야, 단국서남통 대진. 명년원회, 안제 작악어정, 봉용유조위 한대도위, 사인지수, 금은, 채증 각유차야."
이 구절의 영어 번역과 함께 그리스 운동 선수들이 아시아의 이웃 파르티아와 쿠샨 제국에서 어떻게 중요한 역할을 했는지에 대한 설명은 크리스토폴로스 (2012년 8월), pp. 40–41에 제공된다.
영녕 원년 (서기 120년), 찬국 (버마)의 서남 야만족 왕 용유는 자신을 변형하고 불을 뿜을 수 있는 환술사(저글러)들을 제안했다. 그들은 자신을 해체하고 소 머리를 말 머리로 바꿀 수 있었다. 그들은 곡예에 매우 능했으며 천 가지 다른 것을 할 수 있었다. 그들은 자신들이 "바다 서쪽" (하이시-이집트) 출신이라고 말했다. 바다 서쪽은 대진(로마)이다. 대진은 찬국 남서쪽에 위치한다. 다음 해, 안제는 자신의 시골 거주지에서 축제를 열었고, 곡예사들은 한나라 수도로 옮겨져 궁정에서 공연을 선보였고, 큰 반향을 일으켰다. 그들은 황제의 영예를 받았고, 금과 은, 그리고 각기 다른 선물을 받았다.
8. ↑  라울 맥러플린은 로마인들이 버마를 갠지스강 너머의 인도로 알고 있었고 프톨레마이오스가 버마의 도시들을 나열했다고 언급한다. 맥러플린 (2010), p. 58 참조.
9. ↑  마테오 리치와 대항해시대 동안 포르투갈 제국에 의한 중국과의 서방 접촉 재개에 대한 정보는 폰타나 (2011), pp. 18–35, 116–118 참조.
10. ↑  20세기 말까지 카티가라의 가능한 위치에 대한 학술적 논쟁 요약 (광저우시, 하노이, 푸난의 메콩강 삼각주 등 다양한 제안)은 수아레스 (1999), p. 92 참조.
11. ↑  모워는 또한 카우타라 (베트남 칸호아성)와 쿠타라자 (인도네시아 반다아체)를 그 항구의 다른 가능성 있는 장소로 언급한다. 모워 (2013), p. 38.

### 참조주
1. 1 2  대영 도서관. "Harley 7182에 대한 상세 기록". www.bl.uk. 2017년 2월 21일 검색.
2. 1 2 3 4  오스트로프스키 (2007), p. 44.
3. ↑  루이스 (2007), p. 143.
4. ↑  쇼프 (1915), p. 237.
5. ↑  율 (1915), pp. 1–2, 11.
6. 1 2 3 4 5 6 7 8  영 (2001), p. 29.
7. ↑  라울 맥러플린 (2010), pp. 58–59.
8. ↑  수아레스 (1999), p. 92.
9. ↑  윌포드 (2000), p. 38; 브리태니커 백과사전 (1903), p. 1540.
10. 1 2  파커 (2008), p. 118.
11. 1 2  쇼프 (2004) [1912], 소개. 2016년 9월 19일 검색됨.
12. 1 2 3 4  쇼프 (2004) [1912], 64항. 2016년 9월 19일 검색됨.
13. 1 2  율 (1915), p. 43의 각주 #2.
14. 1 2  모워 (2013), p. 38.
15. 1 2 3  맥러플린 (2014), p. 205.
16. 1 2  수아레스 (1999), p. 90.
17. ↑  Christopoulos, Lucas (August 2021). 《Hellenes and Romans in Ancient China》 (PDF). 《Sino-Platonic Papers》 230.
18. ↑  율 (1915), p. 25.
19. 1 2  율 (1915), p. 28.
20. ↑  리외 (2009), p. 227.
21. 1 2 3  루트워크 (2009), p. 168.
22. 1 2 3  루트워크 (2009), pp. 168–169.
23. ↑  율 (1915), pp. 29–31; p. 31의 각주 #3.
24. 1 2  율 (1915), p. 30; p. 30의 각주 #2.
25. ↑  율 (1915), p. 29; p. 29의 각주 #4.
26. ↑  하 (2006), pp. 170–171.
27. ↑  비트포겔 & 펭 (1946), p. 2.
28. ↑  율 (1915), p. 1.
29. 1 2 3 4 5 6 7 8 9 10 11 12 13 14 15 16 17 18 19 20 21 22 23 24 25 26 27 28 29 30 31 32 33  Friedrich Hirth (2000) [1885].  Jerome S. Arkenberg, 편집. “동아시아 역사 자료집: 로마, 비잔티움, 중동에 대한 중국 기록, 기원전 91년경 ~ 서기 1643년”. 포덤 대학교. 2016년 9월 10일에 확인함.
30. ↑  풀리블랭크 (1999), p. 71.
31. 1 2  루이스 (2007), p. 143도 참조.
32. 1 2  풀리블랭크 (1999), p. 78.
33. 1 2  Hoppál, Krisztina (2019). 《Chinese Historical Records and Sino-Roman Relations: A Critical Approach to Understand Problems on the Chinese Reception of the Roman Empire》. 《RES Antiquitatis》 1. 63–81쪽.
34. ↑  율 (1915), p. 41; 각주 #4.
35. ↑  D. D. 레슬리; K. H. J. 가드너의 『한나라에 알려진 로마 제국: 중국 사료 속의 로마 제국』에 대한 서평은 풀리블랭크 (1999), pp 71–79 참조. "리칸" 또는 리지안에 대한 특정 주장은 풀리블랭크 (1999), p 73 참조.
36. ↑  Fan, Ye (September 2003).  Hill, John E., 편집. “후한서에 따른 서역: 후한서 88권의 "서역장", 제2판 (추가 각주 및 부록으로 광범위하게 개정됨): 11절 – 대진국 (로마 제국)”. 《Depts.washington.edu》. 번역 John E. Hill. 2016년 9월 26일에 확인함.
37. ↑  풀리블랭크 (1999), pp 73–77; Lijian을 히르카니아로 식별하는 것은 마리-펠리시테 브로세트 (1828)가 제기했으며 마르크바르트, 드 그루트, 헤르만 (1941)이 받아들였다. 폴 펠리오는 Lijian이 로마 이집트의 알렉산드리아를 음역한 것이라는 이론을 제기했다.
38. 1 2 3 4 5 6 7 8 9  Yu, Huan (September 2004).  John E. Hill, 편집. “어환 (魚豢)의 위략 (魏略)에 따른 서방 민족: 239년과 265년 사이에 작성된 3세기 중국 기록, 삼국지 (三國志) 30권에 인용, 서기 429년에 출판”. 《Depts.washington.edu》. 번역 John E. Hill. 2005년 3월 15일에 원본 문서에서 보존된 문서. 2016년 9월 17일에 확인함.
39. ↑  니덤 (1971), p. 662.
40. 1 2  Yu, Huan (September 2004).  John E. Hill, 편집. “어환 (魚豢)의 위략 (魏略)에 따른 서방 민족: 239년에서 265년 사이에 작성된 3세기 중국 기록, 삼국지 (三國志) 30권에 인용, 서기 429년에 출판: 11장 – 대진 (로마 영토/로마)”. 《Depts.washington.edu》. 번역 John E. Hill. 2016년 9월 17일에 확인함.
41. ↑  율 (1915), pp. 46–48.
42. ↑  볼 (2016), pp. 152–153; 각주 #114 참조.
43. ↑  율 (1915), pp. 48–49; 기번의 기록에 대한 간략한 요약은 p. 49의 각주 #1도 참조.
44. ↑  바이 (2003), pp 242–247.
45. ↑  
아브라함, 커티스. (2015년 3월 11일). "아프리카에 대한 중국의 오랜 역사 보관됨 2017-08-02 - 웨이백 머신 ". 뉴 아프리칸. 2017년 8월 2일 접속.
46. ↑  크리스토풀로스 (2012년 8월), pp. 15–16.
47. ↑  “BBC 마르코 폴로보다 훨씬 이전에 중국과 서방 접촉이 시작되었다고 전문가들이 말한다”. 《BBC News》. 2016년 10월 12일. 2016년 10월 12일에 확인함.
48. ↑  Montgomery, Stephanie; Cammack, Marcus (2016년 10월 12일). “중국 초대 황제릉, BBC 및 내셔널 지오그래픽 채널과 협력하여 초대 황제 재위 기간 중 서방과의 접촉 증거 발표”. 《보도자료》 (비즈니스 와이어). 2016년 10월 12일에 확인함.
49. ↑  선 (2009년 7월), p. 7.
50. ↑  양, 주핑. “중국의 헬레니즘 정보.” CHS 연구 회보 2, 2호 (2014). http://nrs.harvard.edu/urn-3:hlnc.essay:YangJ.Hellenistic_Information_in_China.2014.
51. ↑  힐 (2009), pp. xiii, 396,
52. ↑  스타인 (1907), pp. 44–45.
53. ↑  스타인 (1933), pp. 47, 292–295.
54. ↑  플로루스, 율 (1915), p. 18에 인용됨; 각주 #1.
55. ↑  플로루스, 『에피토메』, II, 34
56. ↑  트렘블레이 (2007), p. 77.
57. ↑  크레스피니 (2007), p. 590.
58. ↑  율 (1915), p. 40.
59. ↑  크레스피니 (2007), pp. 590–591.
60. 1 2  크레스피니 (2007), pp. 239–240.
61. ↑  힐 (2009), p. 5.
62. ↑  풀리블랭크 (1999), pp. 77–78.
63. ↑  힐 (2009), pp. 5, 481–483.
64. 1 2  Fan, Ye (September 2003).  John E. Hill, 편집. “후한서에 따른 서역: 후한서 88권의 "서역장", 제2판 (추가 각주 및 부록으로 광범위하게 개정됨)”. 《Depts.washington.edu》. 번역 John E. Hill. 2016년 9월 26일에 확인함.
65. ↑  힐 (2009), pp. 23, 25.
66. ↑  힐 (2009), p. xx.
67. ↑  후한서, 힐 (2009), pp. 23, 25에 인용됨.
68. ↑  후한서, 히르트 (2000) [1885]에 인용됨, 온라인 자료, 2016년 9월 10일 검색.
69. 1 2  율 (1915), pp. 43–44.
70. ↑  쿠마르 (2005), pp. 61–62.
71. ↑  힐 (2009), p. 25.
72. ↑  힐, 존 E. (2012) 옥문관을 넘어 로마로: 후한 시대 비단길 연구, 2판, p. 55. 인쇄 중.
73. ↑  맥러플린 (2014), pp. 204–205.
74. ↑  율 (1915), pp. 52–53.
75. ↑  크리스토폴로스 (2012년 8월), pp. 40–41.
76. ↑  쿠몽 (1933), pp. 264–68.
77. ↑  크리스토폴로스 (2012년 8월), p. 41.
78. ↑  맥러플린 (2010), p. 58.
79. ↑  브라운 (2002), p. 260.
80. 1 2 3 4 5 6  볼 (2016), p. 152.
81. 1 2  드 크레스피그니 (2007), p. 600.
82. ↑  유 (1986), pp. 460–461.
83. ↑  번역은 YU, Taishan (Chinese Academy of Social Sciences) (2013). 《China and the Ancient Mediterranean World: A Survey of Ancient Chinese Sources》. 《Sino-Platonic Papers》 242. 25–26쪽. CiteSeerX 10.1.1.698.1744..
중국어 원문: “중국어 텍스트 프로젝트 사전”. 《ctext.org》 (영어).
84. ↑  “로마와 중국 간의 첫 접촉 - Silk-Road.com”. 《Silk Road》 (미국 영어). 2021년 6월 29일에 확인함.
85. 1 2 3  힐 (2009), p. 27.
86. ↑  힐 (2009), p. 27 및 각주 12.18 및 12.20.
87. ↑  율 (1915), pp. 51–52.
88. ↑  방 (2009), p. 120.
89. ↑  드 크레스피그니. (2007), pp. 597–600.
90. ↑  율 (1915), p. 52.
91. ↑  히르트 (1885), pp. 47–48.
92. 1 2  율 (1915), p. 53; 각주 #4–5 참조.
93. ↑  "무제 (266년 ~ 290년 재위) 재위의 태강 연간 (280년 ~ 289년)에 그들의 왕이 조공과 함께 사절을 보냈다" (武帝太康中，其王遣使貢獻)는 진서의 대진 (大秦國) 기록에서.<ref>“晉書/卷097”. 《zh.wikisource.org》.
94. ↑  율 (1915), pp. 53–54.
95. ↑  윌킨슨 (2000), p. 730, 각주 #14.
96. ↑  율 (1915), pp. 55–57.
97. ↑  율 (1915), pp. 54–55의 각주 #2.
98. 1 2  애드셰드 (1995) [1988], p. 105.
99. ↑  율 (1915), pp. 54–55.
100. ↑  쉐퍼 (1985), pp. 10, 25–26.
101. ↑  율 (1915), pp. 55–56.
102. ↑  애드셰드 (1995) [1988], pp. 104–106.
103. ↑  애드셰드 (1995) [1988], p. 104.
104. ↑  율 (1915), p. 55.
105. 1 2  애드셰드 (1995), pp. 105–106.
106. 1 2  애드셰드 (1995) [1988], p. 106.
107. 1 2 3  Kim, Hyun Jin (2015년 11월 19일). 《더 훈즈》 (영어). 라우틀리지. 58–59쪽. ISBN 978-1-317-34090-4.
108. ↑  구당서 (舊唐書 Jiu Tangshu), 198권 (서기 10세기 중반 작성), 618년 ~ 906년: "開元七年正月，其主遣吐火羅大首領獻獅子、羚羊各二。不數月，又遣大德僧來朝貢" 영어 번역 인용: Hirth, F. (1885). 《중국과 로마 동양: 고대 중국 기록에 나타난 고대 및 중세 관계 연구》. Shanghai & Hong Kong.
109. 1 2 3  Piras, Andrea (2013). 《프루모 케사로. 중앙아시아의 비잔티움 위상에 대한 메아리》. 《폴리도로. 안토니오 카릴레에게 바치는 연구》 (이탈리아어) (스폴레토: 중세 초기 연구를 위한 이탈리아 센터). 681쪽.
110. ↑  Martin, Dan (2011). 〈그리스 및 이슬람 의학이 티베트와 역사적으로 접촉한 사례〉.   Anna Akasoy; Charles Burnett; Ronit Yoeli-Tlalim. 《이슬람과 티베트 – 사향길을 따른 상호작용》. 127쪽. 그는 비잔티움인들처럼 무슬림 정복자들을 막는 데 성공했기 때문에 이 칭찬받는 별명을 얻었다.
111. ↑  Rahman, Abdur (2002). 《힝갈, 투르크, 힌두 샤히에 대한 새로운 빛》 (PDF). 《고대 파키스탄》 XV (Turnhout, Belgium: Brepols). 37–41쪽. ISBN 2-503-51681-5.
112. ↑  Balogh, Dániel (2020년 3월 12일). 《중앙 및 남아시아의 훈족: 그 기원과 역사에 대한 자료》. Barkhuis. 106쪽. ISBN 978-94-93194-01-4.
113. ↑  애드셰드 (1995) [1988], pp. 106–107.
114. ↑  세즈긴 (1996), p. 25.
115. ↑  바우만 (2005), p. 23.
116. ↑  율 (1915), pp. 56–57.
117. 1 2  브레트슈나이더 (1888), p. 144.
118. ↑  루트워크 (2009), p. 169.
119. ↑  안, (2002), pp. 79, 82–83.
120. ↑  스필보겔 (2011), p. 183.
121. ↑  자코비 (1999), pp. 525–542.
122. ↑  라이너트 (2002), pp. 257–261.
123. ↑  문헌통고, 히르트 (2000) [1885]에 인용됨, 온라인 자료, 2016년 9월 10일 검색됨; 이 구절에서 "Ta-ts'in"은 "대진"의 다른 철자로, 전자는 웨이드-자일스 표기법을 사용하고 후자는 한어병음을 사용한다.
124. ↑  그랜트 (2005), p. 99.
125. ↑  히르트 (1885), p. 66.
126. ↑  루트워크 (2009), p. 170.
127. ↑  맥러플린 (2010), p. 25.
128. ↑  맥러플린 (2010), pp. 34–57.
129. ↑  드 크레스피그니. (2007), pp. 514, 600.
130. ↑  맥러플린 (2010), pp. 58–60.
131. ↑  안 (2002), p. 82.
132. ↑  안 (2002), p. 83.
133. ↑  안 (2002), pp. 83–84.
134. ↑  Lee, Hee Soo (2014년 6월 7일). “한국과 중동 간의 1,500년 접촉”. 중동 연구소. 2016년 9월 27일에 확인함.
135. ↑  “일본 고분에서 로마 제국 유물 발견”. 《허핑턴 포스트》. 2012년 6월 27일. 2016년 9월 26일에 확인함.
136. ↑  쏜리 (1971), pp. 71–80.
137. ↑  힐 (2009), 부록 B – 바다 비단, pp. 466–476.
138. 1 2  루이스 (2007), p. 115.
139. ↑  하퍼 (2002), pp. 99–100, 106–107.
140. 1 2  오스본 (2006), pp. 24–25.
141. ↑  힐 (2009), p. 291.
142. ↑  페르디난트 폰 리히트호펜, 중국, 베를린, 1877, Vol.I, pp. 504–510; 리처드 헤니히 (1944), Terrae incognitae : eine Zusammenstellung und kritische Bewertung der wichtigsten vorcolumbischen Entdeckungsreisen an Hand der daruber vorliegenden Originalberichte, Band I, Altertum bis Ptolemäus, 라이덴, 브릴, pp. 387, 410–411에 인용됨; 쥐르셔 (2002), pp. 30–31에 인용됨.
143. 1 2 3 4  오라일리 (2007), p. 97.
144. ↑  영 (2001), pp. 29–30.
145. 1 2  볼 (2016), p. 153.
146. ↑  A Han-dated 'hydra'-type nephrite scabbard slide found in Chatalka (Bulgaria): the earliest and most distant example of Chinese nephrite distribution in Europe by G. Érik, I. Ruslan, Strack Elisabeth (2014)
147. ↑  쇼프 (1915), p. 229.
148. ↑  쏜리 (1979), pp. 181–190 (187f.).
149. ↑  쏜리 (1971), pp. 71–80 (76).
150. 1 2 3  휘트필드 (1999), p. 21.
151. ↑  "인도, 중국, 아라비아 반도는 보수적으로 추정하여 매년 우리 제국에서 1억 세스테르티우스를 가져간다. 이것이 우리의 사치품과 여인들이 우리에게 드는 비용이다. 이 수입품 중 신들이나 죽은 자들의 영혼을 위한 제물로 바쳐지는 비율은 얼마나 되겠는가?" 라틴어 원문: "minimaque computatione miliens centena milia sestertium annis omnibus India et Seres et paeninsula illa imperio nostro adimunt: tanti nobis deliciae et feminae constant. quota enim portio ex illis ad deos, quaeso, iam vel ad inferos pertinet?" 플리니우스, Historia Naturae 12.41.84.
152. ↑  박물지, 휘트필드 (1999), p. 21에 인용됨.
153. 1 2 3  볼 (2016), p. 154.
154. ↑  세네카 (1974), p. 375.
155. 1 2  볼 (2016), pp. 153–154.
156. ↑  안 (2002), pp. 82–83.
157. ↑  볼 (2016), p. 155.
158. 1 2 3  한센 (2012), p. 97.
159. ↑  “오키나와 성터에서 고대 로마 동전 발굴”. 《재팬 타임스》. 2016년 9월 26일. 2016년 9월 26일에 확인함.
160. 1 2 3  하워드 (2012), p. 133.
161. ↑  류 (2001), p. 168.
162. ↑  드레스덴 (1981), p. 9.
163. ↑  브로시우스 (2006), pp. 122–123.
164. ↑  안 (2002), pp. 79–94.
165. ↑  한센 (2012), pp. 97–98.
166. ↑  샤이델 (2009), p. 186.
167. ↑  바그치 (2011), pp. 137–144.
168. ↑  샤이델 (2009), p. 186의 각주 #239.
169. ↑  코르비에 (2005), p. 333.
170. ↑  율 (1915), p. 44의 각주 #1.
171. ↑  Prowse, Tracy (2010). 《이탈리아 남부 바그나리 유적지에서 지리적 기원에 대한 안정 동위원소 및 mtDNA 증거》. 《Journal of Roman Archaeology》 78. 175–198쪽.
172. ↑  University, McMaster (2010). 《이탈리아에서 2,000년 된 뼈에 대한 DNA 테스트 결과 동아시아 조상임이 밝혀져》. 《phys.org》 (영어).
173. ↑  Helminen Soto, Petteri A. (2024). 《로마 이탈리아에 묻힌 동아시아계 두 개인의 조상 기원 탐색 [Searching for the origin of the ancestors of the two individuals of East Asian descent buried in Roman Italy]》. 《Zenodo》.
174. ↑  “골격 발견, 로마 역사 다시 쓸 수도”. 《BBC News》. 2016년 9월 23일. 2016년 9월 24일에 확인함.
175. ↑  Redfern, Rebecca C.; Gröcke, Darren R.; Millard, Andrew R.; Ridgeway, Victoria; Johnson, Lucie; Hefner, Joseph T. (2016). 《강 남쪽으로: 로마 서더크, 런던 인구의 혈통, 이동성, 식단에 대한 다학제적 분석》 (PDF). 《Journal of Archaeological Science》 74. 11–22쪽. doi:10.1016/j.jas.2016.07.016.
176. ↑  크리스티나 킬그로브. (2016년 9월 23일). "로마 브리타니아의 중국인 골격? 그렇게 빠르지는 않다". 포브스. 2016년 9월 25일 접속.
177. ↑  덥스 (1941), pp. 322–330.
178. ↑  Hoh, Erling (1999년 5월–6월). “중국에 로마인들이 있었을까?”. 《고고학》. 미국 고고학 연구소. 2016년 9월 10일에 확인함.
179. ↑  “중국의 로마인 논란”. 《차이나 데일리》. 신화 온라인. 2005년 8월 24일. 2006년 6월 24일에 원본 문서에서 보존된 문서. 2016년 9월 10일에 확인함.
180. ↑  “그들은 와서 보고 정착했다”. 《디 이코노미스트》. 2004년 12월 16일. 2017년 4월 18일에 확인함.
181. ↑  Gruber, Ethan (2006). 《로마 리첸의 기원》. 《프리프린트》. 18–21쪽. doi:10.5281/zenodo.258105.
182. 1 2  “로마 군단병 수색, 중국에 이르다”. 《중국일보》. 신화통신사. 2010년 11월 20일. 2012년 6월 4일에 확인함.
183. 1 2  Squires, Nick (2010년 11월 23일). “중국 마을 주민들, '로마 병사의 후손'”. 《데일리 텔레그래프》. 2012년 6월 4일에 확인함.
184. 1 2  R. Zhou;  외. (2007). 《중국 서북부 리셴족의 고대 로마 병사 기원 가설 검증: Y 염색체 관점》. 《인간 유전학 저널》 52. 584–91쪽. doi:10.1007/s10038-007-0155-0. PMID 17579807.

## 참고 문헌
- 아브라함, 커티스. (2015년 3월 11일). "아프리카에 대한 중국의 오랜 역사". 뉴 아프리칸. 2017년 8월 2일 접속.
- 애드셰드, S. A. M. (1995) [1988]. 『세계사 속의 중국』, 제2판. 뉴욕: 팔그레이브 맥밀란 및 세인트 마틴스 프레스. ISBN 978-0-333-62132-5.
- 안, 자야오. (2002). "중국에서 유리가 귀중하게 여겨질 때", 아네트 L. 줄리아노 및 주디스 A. 러너 (편집), 『비단길 연구 VII: 중국 비단길을 따라간 유목민, 상인, 성인』, 79–94. 턴아웃: 브레폴스 출판사. ISBN 2-503-52178-9.
- 바그치, 프라보드 찬드라 (2011). 방웨이 왕 및 탄센 센 (편집), 『인도와 중국: 불교와 외교를 통한 상호작용: 프라보드 찬드라 바그치 교수의 에세이집』. 런던: 앤섬 프레스. ISBN 93-80601-17-4.
- 볼, 워릭 (2016). 『동방의 로마: 제국의 변모』, 제2판. 런던: 라우틀리지, ISBN 978-0-415-72078-6.
- 방, 피터 F. (2009). "세계를 지휘하고 소비하기: 로마와 중국 역사 속의 제국, 조공, 무역", 발터 샤이델 (편집), 『로마와 중국: 고대 세계 제국에 대한 비교 관점』, pp. 100–120. 옥스포드: 옥스포드 대학교 출판부. ISBN 978-0-19-975835-7.
- Bai, Shouyi (2003), 《중국 이슬람 역사》 2, Beijing: 중화서국, ISBN 978-7-101-02890-4.
- 바우만, 리처드 A. (2005). 『고대 로마의 범죄와 형벌』. 런던: 라우틀리지, 1996년판 재인쇄. ISBN 0-203-42858-7.
- 브라운, 요아힘 (2002). 더글러스 W. 스콧 (번역), 『고대 이스라엘/팔레스타인의 음악: 고고학적, 문헌적, 비교적 자료』. 케임브리지: 윌리엄 B. 이드만스 출판사. ISBN 0-8028-4477-4.
- 브레트슈나이더, 에밀 (1888). 『동아시아 자료를 통한 중세 연구: 13세기부터 17세기까지 중앙아시아와 서아시아 지리 및 역사 지식에 대한 단편들』, Vol. 1. 애빙던: 라우틀리지, 2000년 재인쇄.
- 브로시우스, 마리아 (2006). 『페르시아인들: 소개』. 런던: 라우틀리지. ISBN 0-415-32089-5.
- 크리스토폴로스, 루카스 (2012년 8월). "고대 중국의 그리스인과 로마인 (기원전 240년 ~ 서기 1398년)", 빅터 H. 메이어 (편집), 『시노-플라토닉 논문』, No. 230. 중국사회과학원, 펜실베이니아 대학교 동아시아 언어 및 문명학과. ISSN 2157-9687.
- 코르비에, 미레이. (2005). "화폐와 세금: 국가의 관점, 서기 193년 ~ 337년", 앨런 K. 보먼, 피터 가네시, 애버릴 캐머런 (편집), 『캠브리지 고대사 XII: 제국의 위기, 서기 193년 ~ 337년』, Vol. 12 (제2판), pp. 327–392. 케임브리지: 케임브리지 대학교 출판부. ISBN 0-521-30199-8.
- 쿠몽, 프란츠 (1933). 『두라-유로포스 발굴: 제7차 및 제8차 작업 시즌 예비 보고서』. 뉴 헤이븐: 크라이.
- 드 크레스피그니, 레이프 (2007). 『후한부터 삼국 시대까지의 인명 사전 (23년 ~ 220년)』. 라이덴: Koninklijke Brill. ISBN 978-90-04-15605-0.
- 드레스덴, 마크 J. (1981). "서문", 귀티 아자르파이 (편집), 『소그드 회화: 동양 미술의 그림 서사시』. 버클리: 캘리포니아 대학교 출판부. ISBN 0-520-03765-0.
- 덥스, 호머 H. "로마인과 중국인 간의 고대 군사적 접촉", 『미국 문헌학 저널』, Vol. 62, No. 3 (1941), pp. 322–330.
- 브리태니커 백과사전. (1903) [1890]. 데이 오티스 켈로그 (편집), 『새로운 미국화 브리태니커 백과사전: 예술, 과학, 문학, 역사, 전기, 발명, 발견에 대한 일반 백과사전, 인간 지식의 전체 범위 포함』, Vol. 3. 시카고: 살필드 출판 (리버사이드 출판).
- Fan, Ye (September 2003).  Hill, John E., 편집. “후한서에 따른 서역: 후한서 88권의 "서역장", 제2판 (추가 각주 및 부록으로 광범위하게 개정됨)”. 《Depts.washington.edu》. 번역 John E. Hill. 2016년 9월 26일에 확인함.
- 폰타나, 미켈라 (2011). 『마테오 리치: 명나라 궁정의 예수회원』. 래넘: 로먼 & 리틀필드 출판사. ISBN 978-1-4422-0586-4.
- Grant, R.G. (2005). 《전투: 5,000년 전투의 시각적 여정》. DK Pub. ISBN 978-0-7566-1360-0.
- 한센, 발레리 (2012). 『비단길: 새로운 역사』. 옥스포드: 옥스포드 대학교 출판부. ISBN 978-0-19-993921-3.
- 하퍼, P. O. (2002). "기원전 1천년 후반부터 서기 1천년 후반까지 중국의 이란 사치 선박", 아네트 L. 줄리아노 및 주디스 A. 러너 (편집), 『비단길 연구 VII: 중국 비단길을 따라간 유목민, 상인, 성인』, 95–113. 턴아웃: 브레폴스 출판사. ISBN 2-503-52178-9.
- 하, 스티븐 G. (2006). 『마르코 폴로의 중국: 쿠빌라이 칸 제국의 베네치아인』. 런던: 라우틀리지, ISBN 0-415-34850-1.
- 헬미넨 소토, 페테리 A. (2024) "로마 이탈리아에 묻힌 동아시아계 두 개인의 조상 기원 탐색 [Searching for the origin of the ancestors of the two individuals of East Asian descent buried in Roman Italy]", in Zenodo. DOI: 10.5281/zenodo.12731306
- Hill, John E. (2009). 《옥문관을 넘어 로마로: 후한 시대 비단길 연구, 1세기에서 2세기 CE》. BookSurge. ISBN 978-1-4392-2134-1.
- Hirth, Friedrich (2000) [1885].  Jerome S. Arkenberg, 편집. “동아시아 역사 자료집: 로마, 비잔티움, 중동에 대한 중국 기록, 기원전 91년경 ~ 서기 1643년”. 《Fordham.edu》. 포덤 대학교. 2016년 9월 10일에 확인함.
- 히르트, 프리드리히 (1885): 『중국과 로마 동양』. 1875. 상하이와 홍콩. 변경되지 않은 재인쇄. 시카고: 아레스 출판사, 1975.
- Hoh, Erling (1999년 5월–6월). “중국에 로마인들이 있었을까?”. 《Archaeology.org》. 미국 고고학 연구소. 2016년 9월 10일에 확인함.
- 하워드, 마이클 C. (2012). 『고대 및 중세 사회의 초국가주의: 국경 간 무역 및 여행의 역할』. 맥팔랜드 앤드 컴퍼니.
- 자코비, 데이비드 (1999), "콘스탄티노플의 라틴 제국과 그리스의 프랑크 국가들", 데이비드 아불라피아 (편집), 『새로운 캠브리지 중세사, 제5권: 1198년경 ~ 1300년경』. 케임브리지: 케임브리지 대학교 출판부, pp. 525–542. ISBN 0-521-36289-X.
- 쿠마르, 욱테스와르. (2005). 『중국-인도 관계사, 1세기 ~ 7세기: 카샤파 마탕가부터 이징까지 인도와 중국 간의 사람과 사상 이동』. 뉴델리: APH 퍼블리싱. ISBN 81-7648-798-8.
- 루이스, 마크 에드워드. (2007). 『초기 중국 제국: 진과 한』. 케임브리지: 하버드 대학교 출판부의 벨크나프 프레스. ISBN 978-0-674-02477-9.
- 리외, 새뮤얼 N.C. (2009). "에피그래피카 네스토리아나 세리카", 베르너 순더만, 알무트 힌체, 프랑수아 드 블루아 (편집), 『엑세지스티 모누멘타 니콜라스 심스-윌리엄스 헌정 논문집』, pp. 227–246. 바이스바덴: 하라소비츠 베르라그. ISBN 978-3-447-05937-4.
- 류, 신루 (2001). "비단길: 유라시아의 육상 무역 및 문화 교류", 마이클 아다스 (편집), 『고대 및 고전 역사 속의 농경 및 목축 사회』. 필라델피아: 템플 대학교 출판부, 미국 역사 협회.
- 루트워크, 에드워드 N. (2009). 『비잔티움 제국의 대전략』. 케임브리지: 하버드 대학교 출판부 벨크나프 프레스. ISBN 978-0-674-03519-5.
- 모워, 그랜빌 앨런 (2013). "카티가라의 수수께끼", 로버트 니콜스와 마틴 우즈 (편집), 『우리 세계를 지도화하기: 미지의 땅에서 호주까지』, 38–39, 캔버라: 호주 국립 도서관. ISBN 978-0-642-27809-8.
- 맥러플린, 라울 (2010). 『로마와 먼 동방: 아라비아, 인도, 중국의 고대 땅으로 가는 무역로』. 런던: 콘티눔, ISBN 978-1-84725-235-7.
- 맥러플린, 라울 (2014). 『로마 제국과 인도양: 고대 세계 경제와 아프리카, 아라비아, 인도의 왕국들』. 반즐리: 펜 앤드 소드 밀리터리. ISBN 978-1-78346-381-7.
- 니덤, 조지프 (1971). 『중국의 과학과 문명: 제4권, 물리학 및 물리 기술, 제3부: 토목 공학 및 해양학』. 케임브리지: 케임브리지 대학교 출판부; 재인쇄 타이베이: 케이브스 북스, 1986.
- 올스키, 레오나르도 (1960). 『마르코 폴로의 아시아: "일 밀리오네"로 불리는 그의 "세계 묘사"에 대한 소개』. 버클리: 캘리포니아 대학교 출판부 및 케임브리지 대학교 출판부.
- 오라일리, 더그랄드 J.W. (2007). 『동남아시아의 초기 문명』. 래넘: 알타미라 프레스, 로먼 앤드 리틀필드 출판사의 한 부서. ISBN 0-7591-0279-1.
- 오스본, 밀턴 (2006) [2000]. 『메콩: 격동의 과거, 불확실한 미래』, 개정판. 크로우즈 네스트: 앨런 앤드 언윈. ISBN 1-74114-893-6
- 오스트로브스키, 맥스 (2007). 『Y = Arctg X: 세계 질서의 쌍곡선』. 래넘: 아메리카 대학교 출판부. ISBN 0-7618-3499-0.
- 파커, 그랜트 (2008). 『로마 인도의 탄생』. 케임브리지 및 뉴욕: 케임브리지 대학교 출판부. ISBN 978-0-521-85834-2.
- 파이크, 존. (최종 수정 2011년 11월 7일). "로마 화폐". Globalsecurity.org. 2016년 9월 14일 접속.
- 풀리블랭크, 에드윈 G. "서평: 한나라 중국에 알려진 로마 제국: D. D. 레슬리; K. H. J. 가드너의 중국 자료 속 로마 제국", 『미국 동양학회 저널』, Vol. 119, No. 1 (1999년 1월–3월), pp. 71–79.
- 라이너트, 스티븐 W. (2002). "분열 (1204년 ~ 1453년)", 시릴 망고 (편집), 『옥스포드 비잔티움사』. 옥스포드: 옥스포드 대학교 출판부, pp. 248–283. ISBN 0-19-814098-3.
- 폰 리히트호펜, 페르디난트. (1877). 『중국』. Vol.I. 베를린; 리처드 헤니히 (1944), 『미지의 땅: 콜럼버스 이전의 주요 발견 여행에 대한 현존하는 원본 보고서에 따른 편집 및 비판적 평가』, 1권, 고대부터 프톨레마이오스까지. 라이덴, 브릴에 인용됨.
- 쉐퍼, 에드워드 H. (1985) [1963]. 『사마르칸트의 황금 복숭아: 당나라 외래 문화 연구』 (1판 페이퍼백 에디션). 버클리: 캘리포니아 대학교 출판부, ISBN 0-520-05462-8.
- 샤이델, 발터 (2009). "한나라와 로마 제국의 화폐 제도", 발터 샤이델 (편집), 『로마와 중국: 고대 세계 제국에 대한 비교 관점』, 137–208. 옥스포드: 옥스포드 대학교 출판부. ISBN 978-0-19-975835-7.
- Schoff, William H. (2004) [1912].  Lance Jenott, 편집. “"에리트라해 페리플루스: 1세기 상인에 의한 인도양 여행 및 무역" in 에리트라해 주변 항해”. 《Depts.washington.edu》. 워싱턴 대학교. 2016년 9월 19일에 확인함.
- 쇼프, W. H. (1915). 『로마 제국의 동부 철 무역』. [뉴 헤이븐].
- 세네카, 루키우스 안나이우스, (1974). 마이클 윈터보텀 (번역), 『선언록, 제1권: 논쟁록, 1–6권』. 케임브리지: 하버드 대학교 출판부. ISBN 978-0-674-99511-6.
- Sezgin, Fuat; Carl Ehrig-Eggert; Amawi Mazen; E. Neuba uer (1996). 《نصوص ودراسات من مصادر صينية حول البلدان الاسلامية》. 프랑크푸르트 암 마인: 아랍-이슬람 과학 역사 연구소 (요한 볼프강 괴테 대학교 아랍-이슬람 과학 역사 연구소). ISBN 9783829820479.
- 스필보겔, 잭슨 J. (2011). 『서양 문명: 간략한 역사』. 보스턴: 워즈워스, 센게이지 러닝. ISBN 0-495-57147-4.
- 스타인, 아우렐 M. (1907). 『고대 호탄: 중국 투르키스탄 고고학 발굴 상세 보고서』. 2권. pp. 44–45. M. 아우렐 스타인. 옥스포드: 클래런던 프레스.
- 스타인, 아우렐 M. (1932), 『고대 중앙아시아 길에서: 내륙 아시아와 중국 서북부의 세 번의 탐험에 대한 간략한 기록』, pp. 47, 292–295. 재닛 미르스키의 서문과 함께 재인쇄 (1999), 델리: 북 페이스 인도.
- 수아레스, 토마스 (1999). 『동남아시아의 초기 지도 제작』. 싱가포르: 페리플러스 에디션스. ISBN 962-593-470-7.
- 선, 지신 제이슨. "초기 제국 중국의 삶과 사후 세계", 『미국 고고학 저널』, Vol. 113, No. 3 (2009년 7월): 1–9. DOI: 10.3764/ajaonline1133.Sun.
- 쏜리, 존 (1971), "중국과 로마 제국 간 비단 무역의 전성기, 서기 90년경 ~ 130년", 『그리스와 로마』, Vol. 18, No. 1 (1971), pp. 71–80.
- 쏜리, 존. "로마 제국과 쿠샨인", 『그리스와 로마』, Vol. 26, No. 2 (1979), pp. 181–190 (187f.).
- 트렘블레이, 자비에르 (2007). "세르인디아에서 불교의 확산: 13세기 이전 이란인, 토하라인, 튀르크인들 사이의 불교", 앤 헤어만 및 스테판 피터 범바커 (편집), 『불교의 확산』. 라이덴: Koninklijke Brill. ISBN 978-90-04-15830-6.
- 휘트필드, 수잔 (1999). 『비단길을 따라간 삶』. 버클리: 캘리포니아 대학교 출판부. ISBN 0-520-23214-3.
- 윌포드, 존 노블 (2000) [1981]. 『지도 제작자들』, 개정판. 뉴욕: 랜덤하우스의 한 부서인 빈티지 북스. ISBN 0-375-70850-2.
- 윌킨슨, 엔디미온 (2000). 『중국사: 매뉴얼, 개정 및 증보판』. 케임브리지: 하버드 대학교 출판부. ISBN 0-674-00247-4.
- 비트포겔, 칼 A. 및 펑 찌아-성. "중국 사회의 역사: 요 (907년 ~ 1125년)", 『미국 철학회 회보』 (vol. 36, Part 1, 1946).
- 양, 주핑. “중국의 헬레니즘 정보.” CHS 연구 회보 2, 2호 (2014). http://nrs.harvard.edu/urn-3:hlnc.essay:YangJ.Hellenistic_Information_in_China.2014.
- 영, 게리 K. (2001). 『로마의 동방 무역: 국제 상업 및 제국 정책, 기원전 31년 ~ 서기 305년』. 런던: 라우틀리지, ISBN 0-415-24219-3.
- Yu, Huan (September 2004).  John E. Hill, 편집. “어환 (魚豢)의 위략 (魏略)에 따른 서방 민족: 239년과 265년 사이에 작성된 3세기 중국 기록, 삼국지 (三國志) 30권에 인용, 서기 429년에 출판”. 《Depts.washington.edu》. 번역 John E. Hill. 2005년 3월 15일에 원본 문서에서 보존된 문서. 2016년 9월 17일에 확인함.
- 유, 영식. (1986). "한나라의 외교 관계", 데니스 트위체트 및 마이클 로웨 (편집), 『캠브리지 중국사: 제1권: 진과 한 제국, 기원전 221년 ~ 서기 220년』, 377–462. 케임브리지: 케임브리지 대학교 출판부. ISBN 978-0-521-24327-8.
- 율, 헨리 (1915). 앙리 코르디에 (편집), 『캐세이와 그곳으로 가는 길: 케이프 항로 발견 이전 중국과 서양 국가 간의 교류에 대한 중세 기록 모음집, 제1권: 예비 논문』. 런던: 학라이트 학회. 2016년 9월 21일 검색됨.
- Zhou R., An L., Wang X., Shao W., Lin G., Yu W., Yi L., Xu S., Xu J., Xie X. "중국 서북부 리셴족의 고대 로마 병사 기원 가설 검증: Y 염색체 관점", 『인간 유전학 저널』, Vol. 52, No. 7 (2007), pp. 584–91.
- 쥐르셔, 에릭 (2002). "남쪽에서 온 소식, 5세기 AD 중국 궁정 불교와 해외 관계". 에릭 쥐르셔의: 동방으로의 삶의 여정. 줄리아노 베르투치올리 (1923–2001) 추모 중국학 연구. 안토니오 포르테와 페데리코 마시니 편집. 이탈리아 동아시아 연구 학교. 교토. 에세이: 제2권, pp. 21–43.

## 더 읽어보기
- 레슬리, D. D., 가드너, K. H. J.: "중국 자료에 나타난 로마 제국", 『동양학 연구』, Vol. 15. 로마: 로마 대학교 동양학부, 1996.
- 쇼프, 윌프레드 H.: "로마 제국 시대 극동으로의 항해", 『미국 동양 학회지』, Vol. 37 (1917), pp. 240–249
- Bueno, André (2016년 5월). “"고대 중국인에 대한 로마의 견해" in Sino-Platonic Papers” (PDF). 《Sino-platonic.org》. 2016년 9월 10일에 확인함.